# UBS
Pour les articles homonymes, voir UBS (homonymie).
Ne doit pas être confondu avec UPS.
UBS Group AG est un groupe bancaire international suisse, premier gestionnaire de fortune au monde, présent dans plus de 50 pays. Au 31 décembre 2024, UBS gérait environ 6 087 milliards de dollars d’actifs, soit près de 5 112 milliards de francs suisses. Elle demeure ainsi la première banque de gestion de fortune au monde en termes d’actifs sous gestion.
UBS est présente dans l’ensemble des grands centres financiers mondiaux. À New York, Londres et Hong Kong, elle opère notamment des activités de banque d’investissement, tandis que Zurich, Genève, Singapour, Tokyo et Dubaï constituent des pôles majeurs pour ses activités de gestion de fortune. Stamford reste un centre stratégique pour les marchés de capitaux, en particulier pour les opérations de trading et de gestion de risques.
À la suite de l’acquisition de Credit Suisse finalisée en 2023, UBS est devenue la première banque de gestion de fortune au monde. Le groupe emploie environ 108 648 collaborateurs à temps plein à travers plus de 50 pays (au 31 décembre 2024).
En raison de sa taille, de son rayonnement mondial et de son interconnexion avec le système financier international, le Conseil de stabilité financière (Financial Stability Board) classe UBS comme une banque d’importance systémique mondiale (G-SIB), soumise à des exigences prudentielles renforcées.
UBS intervient également en matière de philanthropie, en particulier dans l'art contemporain et la musique classique, ainsi que dans certains festivals et autres événements et organisations artistiques. Propriétaire d'une très large collection d'art contemporain, la banque suisse est aujourd'hui un acteur majeur de la sphère culturelle.

## Histoire

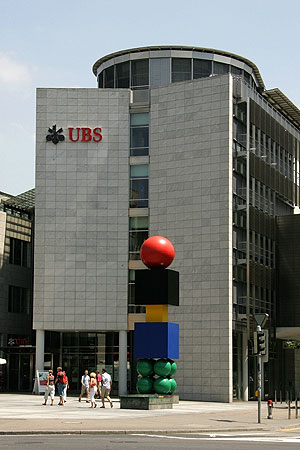
Succursale d'UBS à Zoug, Suisse.

L'UBS résulte de la fusion de l'Union de banques suisses et de la Société de banque suisse du 1er juillet 1998, fusion annoncée dès le 8 décembre 1997. Depuis lors, le terme « UBS » est utilisé comme le nom courant de l'entreprise, au même titre que 3M ou BP par exemple, les lettres perdant leur signification. UBS n'est presque plus un sigle. Les deux banques fusionnées avaient acquis dès 1945, et ce jusqu'à la fin du siècle, des entreprises bien connues comme Schroders, Munchmeyer, Hengst & Co, Chase Investors Management Corporation, Phillips & Drew, Interhandel, Eidgenössische Bank, Aargauer Kreditanstalt, Warburg Dillon Read, Brinson Partners, O'Connor & Associates et Basler Handelsbank.
L'UBS existe aujourd'hui comme conglomérat de dizaines d'entreprises dont plusieurs ont été fondées au XIXe siècle. Ces entreprises ont finalement fusionné au cours du temps pour former les trois prédécesseurs majeurs de l'UBS : Union de banques suisses, Société de banque suisse et Paine Webber.

### Société de banque suisse
|                                       |  |                                      |
| Banque de Winterthour, fondée en 1862 |  | Banque du Toggenburg, fondée en 1863 |

#### Origine et débuts (1854–1945)
La Société de banque suisse a été fondée en 1854 quand six banques de gestion de fortune ont créé un consortium nommé Bankverein à Bâle. La date officielle de la création d'UBS est néanmoins en 1862, lorsque la Banque de Winterthour a été créée (UBS a fêté ses 150 ans en 2012). En 1871, ces six banques ont créé ensemble avec le Frankfurter Bankverein une société anonyme : le Basler Bankverein. En 1886, après la fusion avec le Zürcher Bankverein et l'acquisition de la Basler Depositenbank et Schweizerische Unionbank, le nom a été finalement changé en Schweizerischer Bankverein, en français : Société de banque suisse. La banque a commencé avec une somme initiale de 30 millions et 6 millions de francs suisses en part du capital, mais elle a rapidement eu des problèmes liés à de grandes pertes en Allemagne. Ces pertes ont eu pour effet la suspension de tout dividende jusqu’en 1879.
Le nom anglais d’origine était Swiss Bankverein, mais il a été changé en Swiss Bank Corporation (SBC) en 1917.

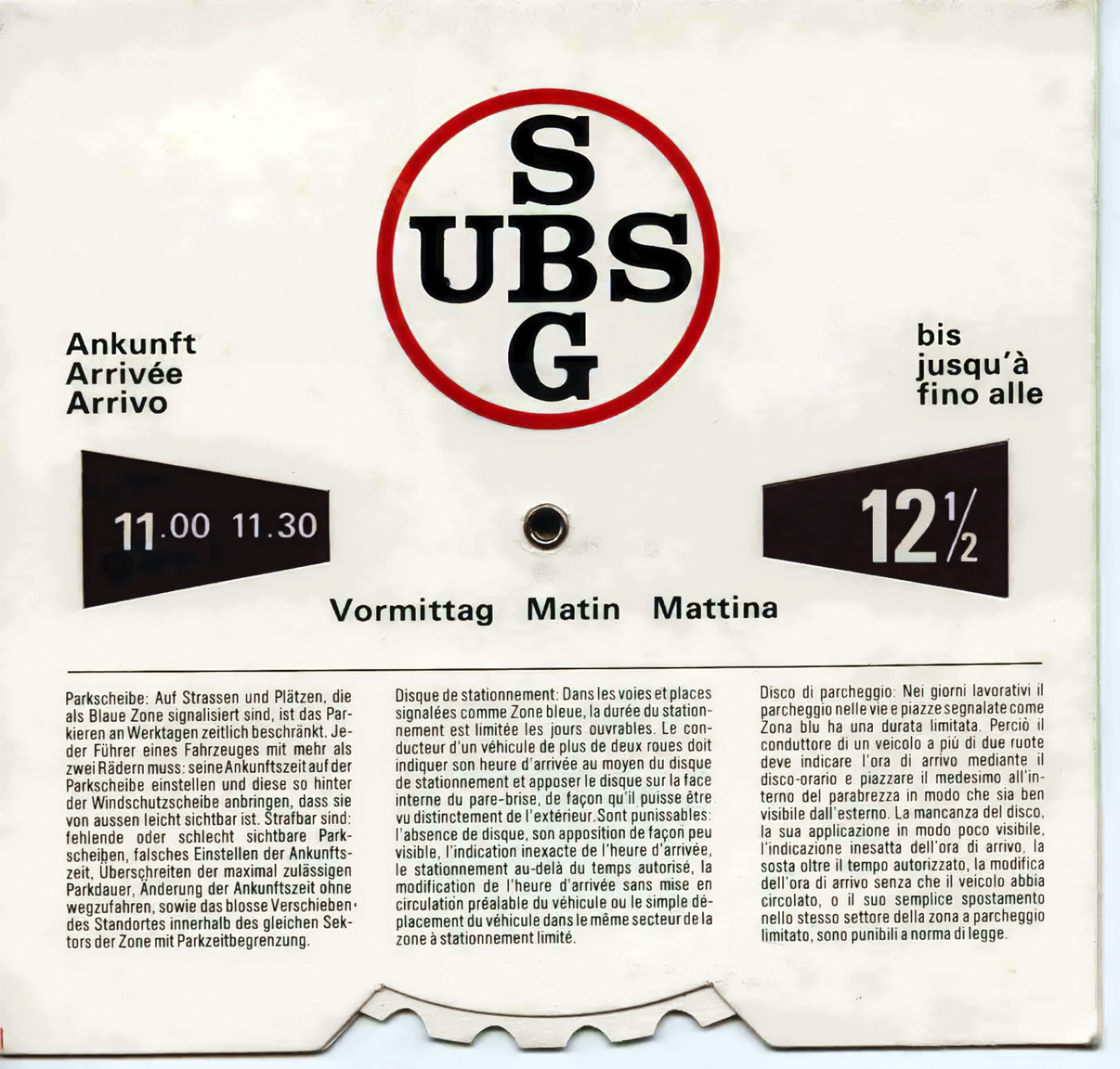
Disque de parking suisse (début des années 1970). Ce disque était un article de publicité de la banque, avec son logotype comportant les initiales en français et anglais (UBS) et en allemand (SBG).

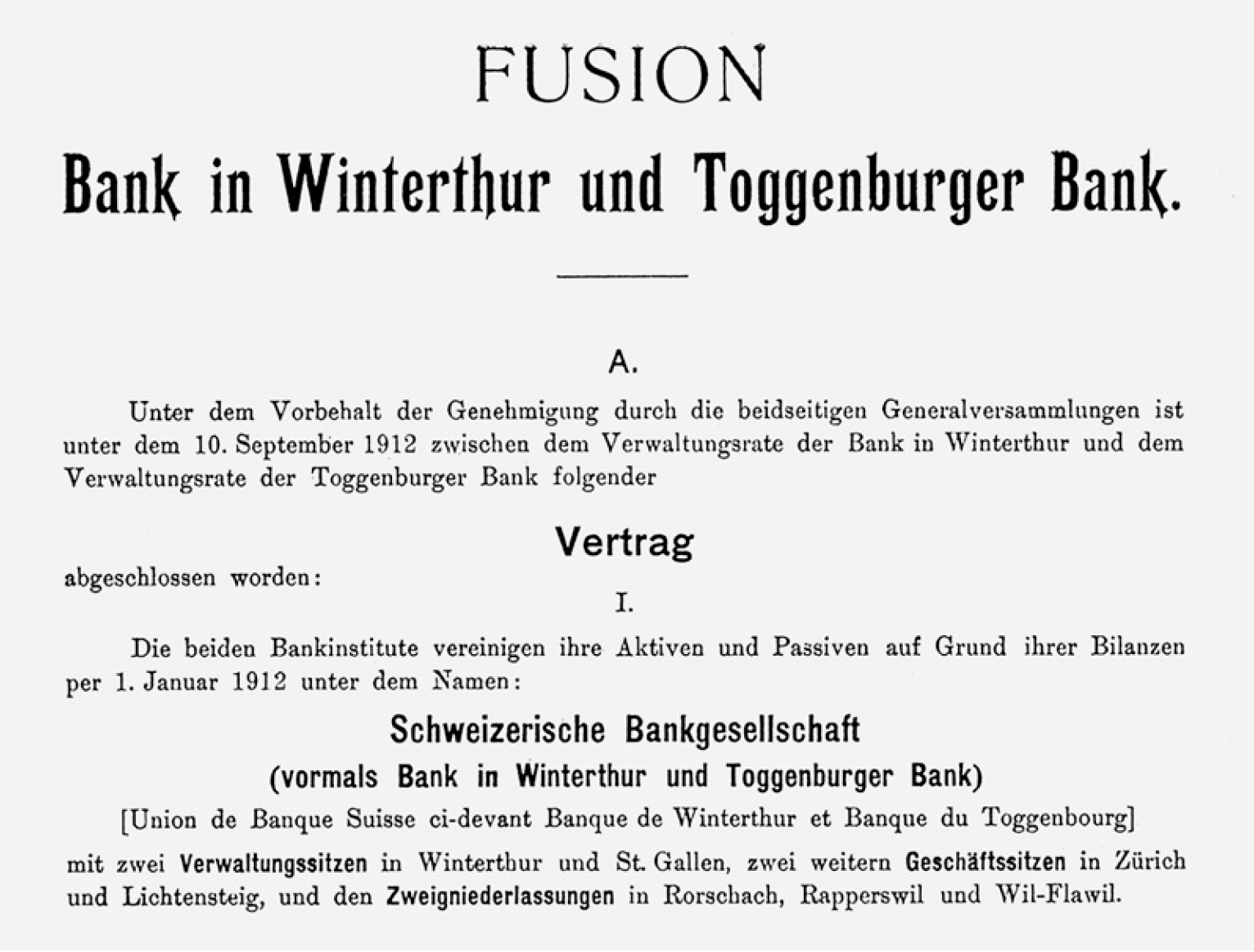
Annonce de la fusion (des banques de Winterthur et de Toggenburg)

Voici ci-dessous une illustration des fusions et acquisitions majeures :
| Basler & Zürcher Bankverein (est. 1880) | \| \| Basler Bankverein (est. 1856 comme Bankverein, renommé en 1872) \| \| \| \| \| \| Zürcher Bankverein (est. 1889) \| \| \| \| |
|                                         | \| \| Basler Bankverein (est. 1856 comme Bankverein, renommé en 1872) \| \| \| \| \| \| Zürcher Bankverein (est. 1889) \| \| \| \| |
|                                         | Basler Depositenbank (est. 1882)                                                                                                   |
|                                         | |
|                                         | Schweiz Unionbank (est. 1889) |
|                                         | |
|                                         | Basler Bankverein (est. 1856 comme Bankverein, renommé en 1872)                                                                    |
|                                         | |
|                                         | Zürcher Bankverein (est. 1889) |
|                                         | |

|  | Basler Bankverein (est. 1856 comme Bankverein, renommé en 1872) |
|  |                                                                 |
|  | Zürcher Bankverein (est. 1889)                                  |
|  |                                                                 |

|  | S. G. Warburg & Co. (est. 1946, acq. 1995) |
|  |                                            |
|  | Dillon, Read & Co. (est. 1832, acq. 1997)  |
|  |                                            |

| Basler & Zürcher Bankverein (est. 1880) | \| \| Basler Bankverein (est. 1856 comme Bankverein, renommé en 1872) \| \| \| \| \| \| Zürcher Bankverein (est. 1889) \| \| \| \| |
|                                         | \| \| Basler Bankverein (est. 1856 comme Bankverein, renommé en 1872) \| \| \| \| \| \| Zürcher Bankverein (est. 1889) \| \| \| \| |
|                                         | Basler Depositenbank (est. 1882)                                                                                                   |
|                                         | |
|                                         | Schweiz Unionbank (est. 1889) |
|                                         | |
|                                         | Basler Bankverein (est. 1856 comme Bankverein, renommé en 1872)                                                                    |
|                                         | |
|                                         | Zürcher Bankverein (est. 1889) |
|                                         | |

|  | Basler Bankverein (est. 1856 comme Bankverein, renommé en 1872) |
|  |                                                                 |
|  | Zürcher Bankverein (est. 1889)                                  |
|  |                                                                 |

|  | S. G. Warburg & Co. (est. 1946, acq. 1995) |
|  |                                            |
|  | Dillon, Read & Co. (est. 1832, acq. 1997)  |
|  |                                            |

|               |  |                             |
| St-Gall, 1920 |  | Succursale de Londres, 1900 |

La SBS a ensuite connu une période de croissance interrompue lors de la Première Guerre mondiale, pendant laquelle la banque a perdu ses investissements dans un grand nombre de compagnies industrielles. À la fin de 1918, la banque avait récupéré et dépassé 1 milliard de fortune totale et employait 2 000 personnes en 1920. L’impact du krach boursier de 1929 et de la Grande Dépression a été fort, particulièrement dû au fait que le franc suisse a souffert une dévaluation majeure en 1936. La banque a vu sa fortune tomber de 1,6 milliard de francs en 1929 à son niveau de 1918, c’est-à-dire 1 milliard en 1936.

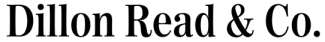
Logo Dillon Read

Dillon, Read & Co., qui a débuté dans les années 1830, était une des sociétés les plus prolifiques de Wall Street dans les années 1920 et 1930 et ce jusqu'aux années 1990. C'était un groupe puissant dans le domaine des fusions-acquisitions. Dillon Read était en négociations pour être vendu à ING, qui possédait déjà 25 % des actions de la société, mais les partenaires de Dillon Read craignaient les plans d'intégration de ING. Après son acquisition par la Société de banque suisse, Dillon Read a été unifié avec SBS-Warburg en SBS-Warburg Dillon Read. À la suite de la fusion de SBS avec l'Union de banques suisses, le nom du département a été changé en Warburg Dillon Read. La marque de Dillon Read a été réutilisée pour le fonds spéculatif Dillon Read Capital Management. Ce bureau, situé dans l'Equitable Building à New York, a été opérationnel quelques semaines après le début de la guerre.

#### Après-guerre (1945–1990)

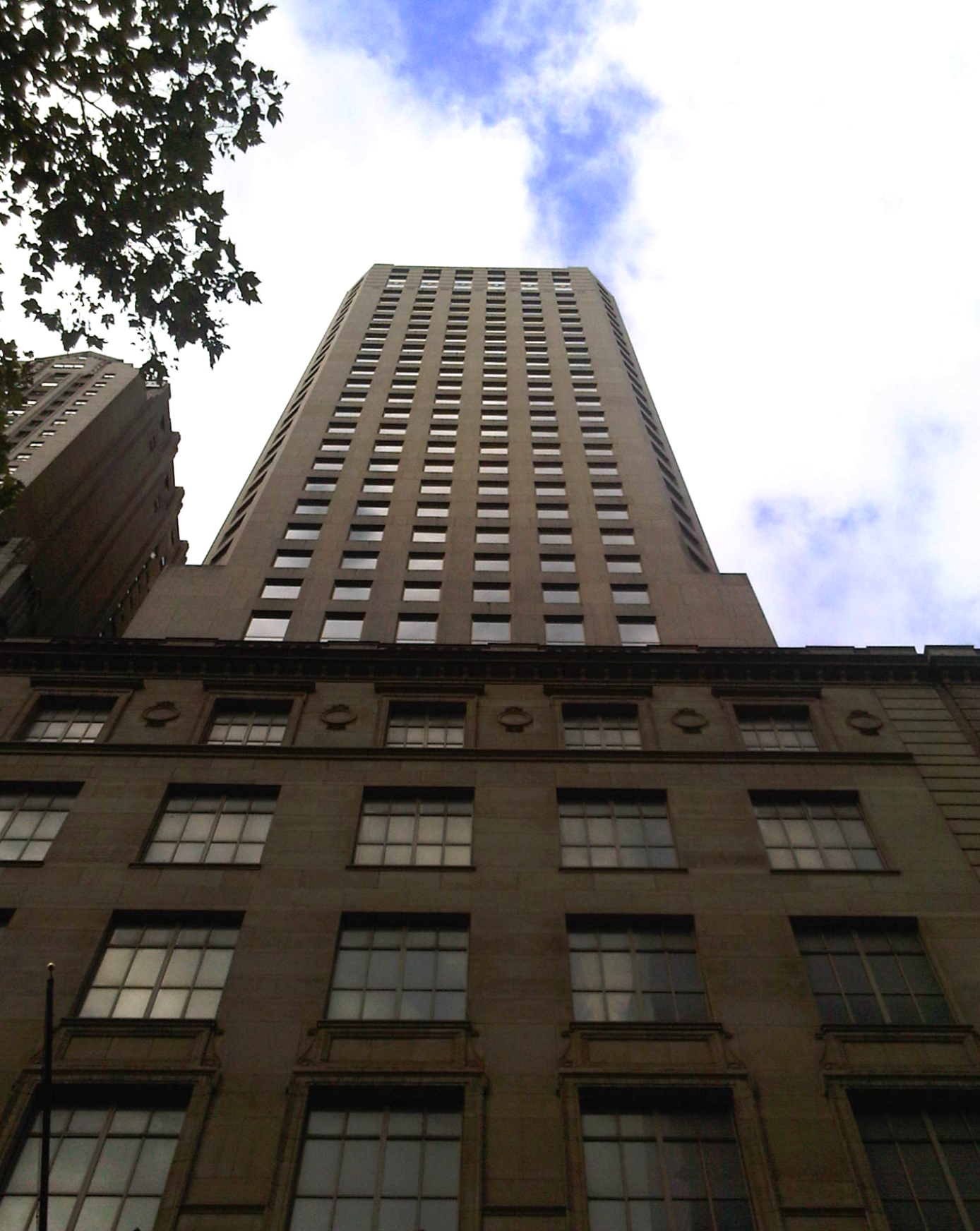
Ancienne Swiss Bank Tower au 623 de la cinquième avenue à Manhattan à New York, ouverte en 1990.

En 1945, la SBS a acquis la Basler Handelsbank qui, bien qu'étant l’une des plus grandes banques de Suisse, était en faillite à la fin de la guerre. La SBC est restée parmi l’un des souscripteurs de dettes principaux du gouvernement suisse pendant l’après-guerre. La SBS qui avait, au début les années 1950, 31 succursales en Suisse et trois à l’étranger, a plus que doublé sa fortune de la fin de la guerre pour atteindre 4 milliards de francs suisses à la fin des années 1950, et l’a doublée encore au milieu des années 1960, dépassant 10 milliards en 1965. En 1961, la SBS a acquis la Banque populaire valaisanne, basée à Sion en Suisse, et la Banque populaire de Sierre. La banque a ouvert une succursale complète à Tokyo en 1970. En 1992, la SBS acquiert O'Connor & Associates, une entreprise basée à Chicago qui gère des options et qui est l’une des plus grandes sur le marché dans les échanges financiers des options aux États-Unis. Les activités de O'Connor ont été combinées avec les activités de la SBS de marché monétaire et du capital pour former un marché global du capital. En 1994, la SBS acquiert pour 750 millions de dollars Brinson Partners, une entreprise de gestion de fonds qui fournit un accès au marché global pour les institutions américaines. À la suite de l’acquisition, son fondateur Gary P. Brinson dirige la gestion de fortune pour la SBS et plus tard lorsque la SBS est intégrée à l’UBS, il est nommé directeur de la banque d’investissement et de la gestion de fortune mondiale d’UBS. L’acquisition de S.G. Warburg & Co, une banque d’investissement britannique en 1995 pour le prix de 1,4 milliard de dollars, a signifié une poussée majeure dans la banque d’investissement. S.G. Warburg & Co avait déjà établi une réputation de banque téméraire et elle était devenue une des banques d’investissement les plus respectées de Londres. Cependant, un développement de Warburg aux États-Unis s’était avéré couteux et une tentative en 1994 de fusion avec Morgan Stanley avait échoué. La SBS a fusionné l’entreprise avec sa propre banque d’investissement pour créer la SBS Warburg.

### Union de banques suisses

#### Origine et débuts (1854–1945)
|                                                                                     |  |  |
| Union de banques suisses, une des deux banques à l’origine de UBS, à Bâle vers 1920 |  |  |

L'Union de banques suisses, en allemand : Schweizerische Bankgesellschaft, créée par une fusion en 1912, avait ses racines avec la Bank in Winterthur (fondé en 1862, spécialisée dans le financement industriel) et la Toggenburger Bank (fondée en 1863, caisse d'épargne). La banque de Winterthour fondée en 1862 avec un capital initial de 5 millions de francs suisses, s’est concentrée sur le financement des industries et autres compagnies, et a fortement profité de ses connexions ferroviaires et de grands entrepôts pendant la guerre civile américaine, alors que le prix du coton avait augmenté fortement. Initialement, le nom en anglais était traduit par Swiss Banking Association, mais il a été changé en Union Bank of Switzerland pour obtenir la même abréviation qu'en français : UBS. La banque dans son ensemble représentait une fortune totale de 202 millions de francs suisses et un total de part d’actionnaire de 46 millions de francs. En 1917, UBS a terminé la construction de son nouveau siège social et elle a emménagé dans le nouveau siège principal dans la Bahnhofstrasse à Zurich, considérée comme étant le Wall Street de la Suisse. En 1923, des filiales étaient établies dans toute la Suisse.
Voici ci-dessous une illustration des fusions et acquisitions majeures :
|  | Bank in Winterthur (est. 1862) |
|  |                                |
|  | Toggenburger Bank (est. 1863)  |
|  |                                |

|  | Aargauische Kreditanstalt (est. 1872) |
|  |                                       |
|  | Bank in Baden (est. 1863)             |
|  |                                       |

|  | Schröder Brothers & Co. (est. 1846) |
|  |                                     |
|  | Münchmeyer & Co. (est. 1855)        |
|  |                                     |
|  | Frederick Hengst & Co.              |
|  |                                     |

|  | Bank in Winterthur (est. 1862) |
|  |                                |
|  | Toggenburger Bank (est. 1863)  |
|  |                                |

|  | Aargauische Kreditanstalt (est. 1872) |
|  |                                       |
|  | Bank in Baden (est. 1863)             |
|  |                                       |

|  | Schröder Brothers & Co. (est. 1846) |
|  |                                     |
|  | Münchmeyer & Co. (est. 1855)        |
|  |                                     |
|  | Frederick Hengst & Co.              |
|  |                                     |

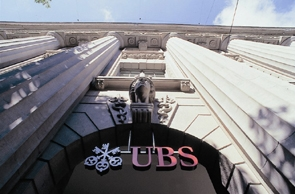
Siège principal d'UBS à Zurich, Suisse, Bahnhofstrasse 45, montrant le logo actuel qui combine les lettres d’UBS avec le symbole des trois clefs.

La Grande Dépression et les deux guerres mondiales ont été une période difficile pour les deux banques. Elles ont survécu aussi grâce aux affaires avec l'État suisse car il n'y avait pas beaucoup d'investissements privés. En 1937, Warja Honegger-Lavater a créé pour la Société de banque suisse le logotype avec les trois clés et celui-ci est toujours le logo de l'UBS aujourd'hui. En 1939, les deux banques comme d'autres banques suisses ont vécu de l'afflux de beaucoup d'argent privé des pays impliqués dans la guerre. La Société de banque suisse a ouvert dans la même année une filiale à New York comme mesure de précaution pour sauver les fortunes de ses clients en cas d'invasion de la Suisse par l'Allemagne. Bien que la banque ait souffert après la première guerre mondiale et la Grande Dépression, elle a été en mesure de faire plusieurs petites acquisitions. En 1937, elle a établi Intrag AG, un gestionnaire de fortune responsable de fonds (ex : fonds mutuels).

#### Après-guerre (1945–1990)
Peu après la fin de la deuxième guerre mondiale, l’Union de banques suisses finalisa l’acquisition de la «Eidgenössische Bank», une grande banque basée à Zurich qui était devenue insolvable. À la suite de cette fusion, l’Union de banques suisses a dépassé le milliard de francs suisses de fortune et a déplacé son siège social à Zurich. UBS a ouvert des succursales et acquis une série d’autres banques les années suivantes, allant de 31 bureaux en 1950 à 81 bureaux au début des années 1960.
En 1960, l’Union de banques suisses a acquis 80 % des parts de Argor SA, une raffinerie de métaux précieux fondée en 1951 dans le canton du Tessin. En 1973, la banque a augmenté ses parts à 100 % bien que sa propriété ait finalement été vendue entre 1986 et 1999 à Argor-Heraeus SA. UBS continue à produire des lingots d’or auprès de Argor-Heraeus, particulièrement connu pour la technologie holographique unique qu’il utilise pour fournir une protection accrue contre les contrefaçons de lingot d’or.
En 1962, l’Union de banque suisse a atteint une fortune de 6,96 milliards de francs suisses, passant devant la Société de banque suisse pour devenir la plus grande banque de Suisse. Sa croissance rapide a été ponctuée en 1967 par l’acquisition de Interhandel (Industrie- und Handelsbeteiligungen AG, la société successeur de I.G. Chemie), qui a fait de UBS une des banques les plus puissantes en Europe. Interhandel s'était enrichi quand une action en justice concernant la GAF Materials Corporation, une société connue précédemment comme General Aniline & Film et saisie pendant la guerre par le gouvernement américain, a été résolu en 1963,.
Dans les années 1980, l’Union de banque suisse a établi sa position dominante en tant que fournisseur de eurobonds. À la suite de deux acquisitions majeurs en 1986 (Phillips & Drew et Deutsche Länderbank), UBS a fait sa première acquisition aux États-Unis en 1991 avec Chase Investors Management Corporation, la division Asset Management de Chase Manhattan Bank. Au moment de son acquisition, cette société gérait plus de 30 milliards de dollars de fortune.

### Après 1990

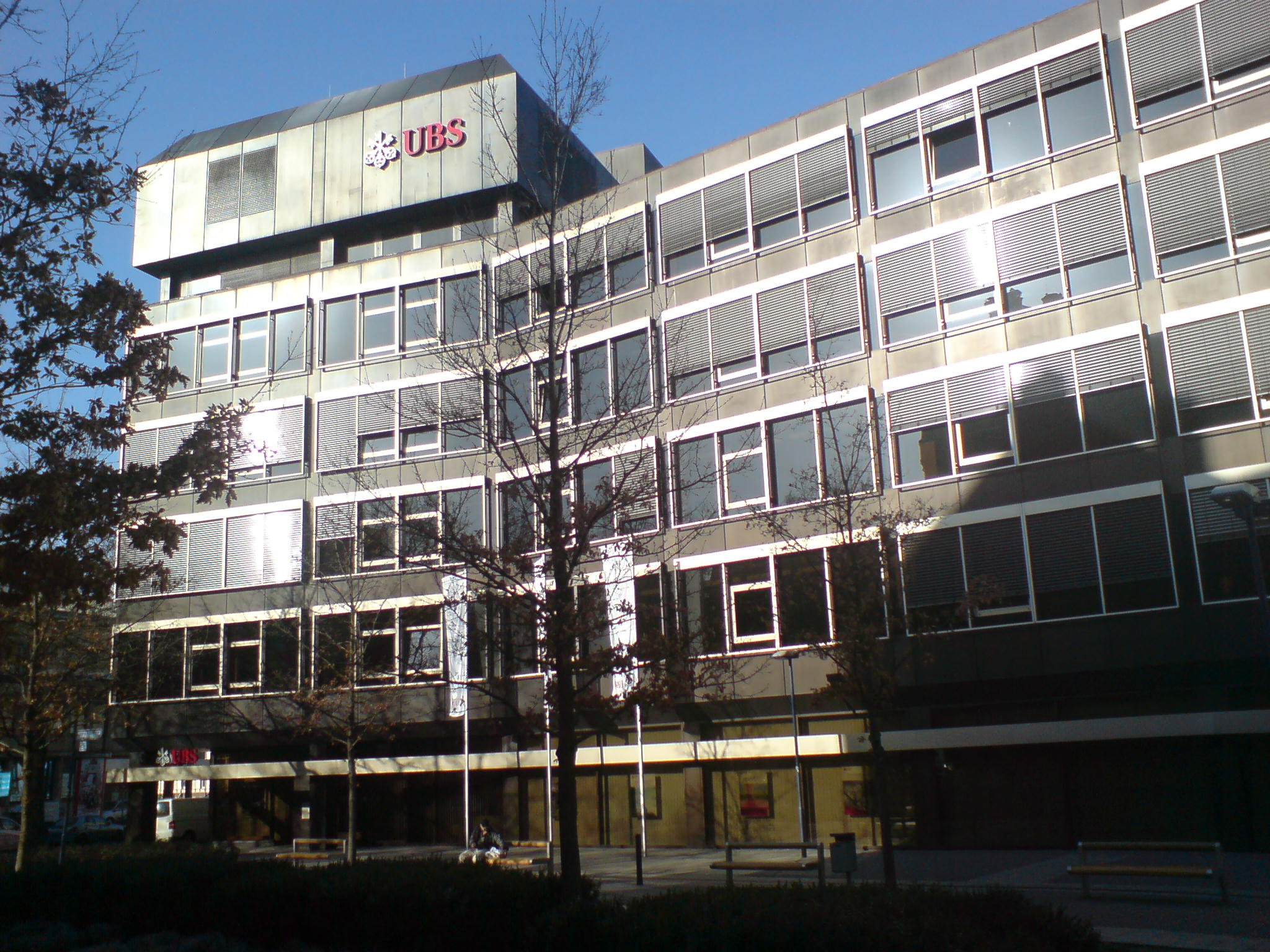
Bâtiment de Schröder, Münchmeyer, Hengst & Co. utilisé comme succursale d’UBS à Offenbach-am-Main.

#### Fusion de l'Union des banques suisses et de la Société de banque suisse
Au milieu des années 1990, l'Union de Banque Suisse a essuyé des critiques de la part d'actionnaires dissidents, qui ont disputé sa gestion prudente et la baisse du rendement des capitaux propres. Elle était la plus conservatrice des trois plus grandes banques suisses, incluant la Société de banque suisse et le Crédit suisse (Schweizerische Kreditanstalt), et elle mettait l'accent sur la banque de détail, la gestion de fortune et l'assurance-vie. En 1993, l'Union de Banques Suisse a voulu acquérir la Schweizerische Volksbank, la quatrième plus grande banque de Suisse, mais c'est le Crédit suisse qui l'a absorbée, devenant ainsi la plus grande banque suisse, et ce jusqu'à la fusion de l'Union de banques suisses avec la Société de banque suisse en 1998.
Martin Ebner, par le biais de sa sicaf d'investissement BK Vision, est devenu le premier actionnaire de l'Union de Banque Suisse et a tenté de forcer une restructuration majeure des activités de la banque.
Cherchant à tirer parti de la situation, Crédit Suisse a approché l’Union de Banque Suisse au sujet d'une fusion, qui aurait créé la deuxième plus grande banque du monde en 1996. La direction et le conseil d'administration de l'Union de Banque Suisse ont unanimement rejeté le projet de fusion.
Ebner, qui soutenait l'idée d'une fusion, a mené une révolte d'actionnaires qui a abouti au remplacement du président de l'Union de Banque Suisse, Robert Studer, par Mathis Cabiallavetta, l'un des architectes clés de la fusion avec Société de Banques Suisses,.
Le 8 décembre 1997, l'Union de Banque Suisse et la Société de Banques Suisses ont annoncé une fusion totale des actions. Au moment de la fusion, l’Union de Banque Suisse et la Société de Banques Suisses étaient respectivement les deuxième et troisième plus grandes banques de Suisse. Les discussions entre les deux banques avaient commencé plusieurs mois auparavant, moins d'un an après le rejet des offres de fusion de Credit Suisse.
La fusion a abouti à la création d'UBS AG, une nouvelle grande banque avec un actif financier total de plus de 590 milliards de dollars US.
Egalement appelée la Nouvelle UBS pour se distinguer de l'ancienne Union de Banque Suisse, la banque combinée est devenue à l'époque la deuxième plus grande banque du monde, derrière la Banque de Tokyo-Mitsubishi. En outre, la fusion a permis de regrouper les différentes activités de gestion d'actifs des banques pour créer le plus grand gestionnaire de fonds au monde, avec environ 910 milliards de dollars américains. À l'origine, la nouvelle entité devait s'appeler United Bank of Switzerland, mais en prévision d'un problème avec United Bank Switzerland (filiale d'une banque pakistainaise), la dénomination simple UBS a été retenue, adoptant le logo avec les trois clés de la Société de Banques Suisses. UBS n'est donc pas un acronyme défini mais un nom propre sans autre signification.
La fusion, qui a été présentée comme une fusion d'égal à égal, a eu pour conséquence que les actionnaires de l'Union de Banque Suisse ont reçu 60 % des actions ordinaires de la société issue du regroupement et les actionnaires de la Société de Banques Suisses ont reçu les 40 % restants des actions ordinaires de la banque. Mathis Cabiallavetta devient président de la nouvelle banque et Marcel Ospel est nommé chef de la direction.
Avant la fusion, la Société de Banques Suisses était considérée comme plus avancée que l'Union de Banque Suisse dans le développement de ses activités internationales de banque d'investissement, en particulier dans les activités de conseil sur marge, où Warburg Dillon Read était considérée comme la plate-forme la plus établie,.
L'Union de Banque Suisse avait des activités bancaires de détail et commerciales plus solides en Suisse, tandis que les deux banques disposaient de solides capacités de gestion d'actifs. Après la réalisation de la fusion, il a été supposé qu'une série de pertes subies par UBS sur ses positions dérivé d'actions à la fin de 1997 a contribué à pousser les dirigeants d'UBS à réaliser la fusion,.

#### Échec deLong Term Capital Management(LTCM)
La même année, elle est la principale victime de la quasi-faillite du hedge fund américain Long Term Capital Management dont elle doit enregistrer les trois-quart des pertes,,.
Long Term Capital Management était un fonds de couverture américain utilisé pour des stratégies de négociation telles que l'arbitrage sur le revenu fixe, l'arbitrage statistique et le négoce de paires de paires, combiné à un effet de levier élevé. Son effondrement en 1998 a entraîné un sauvetage par les grandes banques et sociétés d'investissement et entraîné des pertes massives pour UBS à un moment où elle avait fusionné avec la Société de Banque Suisse,.
UBS avait initialement hésité à investir dans LTCM, refusant un investissement en 1994 et, de nouveau, peu après. UBS, qui était critiquée pour son modèle d'affaires conservateur, cherchait des moyens de rattraper ses principaux concurrents suisses et considérait LTCM comme le type de client susceptible d'accélérer la croissance de la banque. En 1997, UBS a conclu un accord de financement avec LTCM, et le fonds de couverture est rapidement devenu le plus gros client de la banque, générant des commissions de 15 millions de dollars US pour UBS. L'Union de Banque Suisse a vendu à LTCM une option de style européenne d'une durée de 7 ans sur 1 million d'actions de LTCM, évaluée à environ 800 millions de dollars des États-Unis. Elle a couvert cette option en achetant une participation de 800 millions $ US dans LTCM et a investi 300 millions $ US supplémentaires dans le fonds de couverture. Initialement destinée à fournir à UBS un flux de revenus régulier, UBS a plutôt subi des pertes importantes lors de l'effondrement du hedge fund. À la suite de la fusion, les dirigeants de la Société de Banques Suisses ont été surpris de découvrir l'exposition massive à LTCM chez UBS. En fin de compte, UBS n'a pas été en mesure de vendre ou de couvrir sa participation dans LTCM, sa valeur ayant baissé à l'été 1998.
En novembre 1998, les pertes d'UBS résultant de son exposition à LTCM étaient estimées à environ 790 millions de francs suisses. L'UBS s'avérerait le plus grand perdant dans l'effondrement de LTCM, annulant finalement 950 millions de francs suisses. La Federal Reserve Bank of New York a organisé un bailout de 3,625 milliards de dollars américains par le Fonds de couverture des principaux créanciers afin d'éviter un effondrement plus large de la LTCM. UBS a contribué à hauteur de 300 millions de dollars US à l'effort de sauvetage, qui serait largement récupéré. À la suite de l'effondrement du LTCM, Mathis Cabiallavetta a démissionné de son poste de président du conseil d'administration d'UBS, avec trois autres membres de la direction. À la suite de son engagement auprès de LTCM, UBS a publié une déclaration : « Compte tenu de l'évolution des marchés financiers internationaux, UBS se concentrera à l'avenir de manière encore plus intensive sur les secteurs d'activité susceptibles de générer des bénéfices durables avec un niveau de risque justifiable ».

### Années 2000

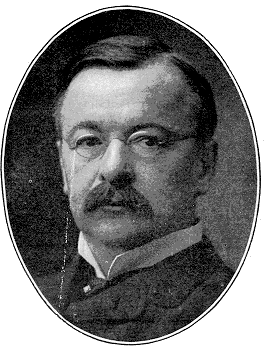
William Alfred Paine (1855-1929) fondateur de Paine & Webber (Paine Webber) ca. 1880

Le 3 novembre 2000, elle fait l'acquisition du groupe américain Paine Webber, devenant ainsi temporairement la plus grande banque privée mondiale. Le début des années 2000, après le krach boursier de 2001-2002 qui sanctionne la fin de la bulle Internet et celle sur les télécoms, marque le début de sérieuses difficultés. UBS est tout d'abord l'une des dix grandes banques d'investissement à avoir signé un compromis à 1,4 milliard de dollars sur la question de l'indépendance de l'analyse financière, via l'accord amiable d'avril 2003, avec la SEC et l'association des courtiers américains.

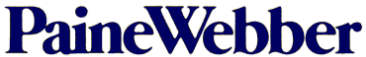
Logo de Paine Webber.

|  | Paine & Webber (est. 1880)   |
|  |                              |
|  | Jackson & Curtis (est. 1879) |
|  |                              |

|                                                       | Blyth & Co. est. 1914 as Blyth, Witter & Co. |
|                                                       | |
| Eastman Dillon Union Securities & Co. (fusionné 1956) | \| \| Union Securities est. 1939 comme filialisation from J. & W. Seligman & Co. \| \| \| \| \| \| Eastman Dillon & Co. (est. 1912) \| \| \| \| |
|                                                       | \| \| Union Securities est. 1939 comme filialisation from J. & W. Seligman & Co. \| \| \| \| \| \| Eastman Dillon & Co. (est. 1912) \| \| \| \| |
|                                                       | Union Securities est. 1939 comme filialisation from J. & W. Seligman & Co.                                                                      |
|                                                       | |
|                                                       | Eastman Dillon & Co. (est. 1912) |
|                                                       | |

|  | Union Securities est. 1939 comme filialisation from J. & W. Seligman & Co. |
|  |                                                                            |
|  | Eastman Dillon & Co. (est. 1912)                                           |
|  |                                                                            |

|  | Paine & Webber (est. 1880)   |
|  |                              |
|  | Jackson & Curtis (est. 1879) |
|  |                              |

|                                                       | Blyth & Co. est. 1914 as Blyth, Witter & Co. |
|                                                       | |
| Eastman Dillon Union Securities & Co. (fusionné 1956) | \| \| Union Securities est. 1939 comme filialisation from J. & W. Seligman & Co. \| \| \| \| \| \| Eastman Dillon & Co. (est. 1912) \| \| \| \| |
|                                                       | \| \| Union Securities est. 1939 comme filialisation from J. & W. Seligman & Co. \| \| \| \| \| \| Eastman Dillon & Co. (est. 1912) \| \| \| \| |
|                                                       | Union Securities est. 1939 comme filialisation from J. & W. Seligman & Co.                                                                      |
|                                                       | |
|                                                       | Eastman Dillon & Co. (est. 1912) |
|                                                       | |

|  | Union Securities est. 1939 comme filialisation from J. & W. Seligman & Co. |
|  |                                                                            |
|  | Eastman Dillon & Co. (est. 1912)                                           |
|  |                                                                            |

Le 9 mai 2006 UBS achète le Banco Pactual au Brésil. En septembre 2006, il revend l'équipementier Dapta (Thiers), détenu par sa filiale Eurodec Industries, au fonds d'investissement Green Recovery et à l'Allemand Leiptod. Cent salariés sur les 400 du site de Thiers étaient menacés de licenciement collectif.

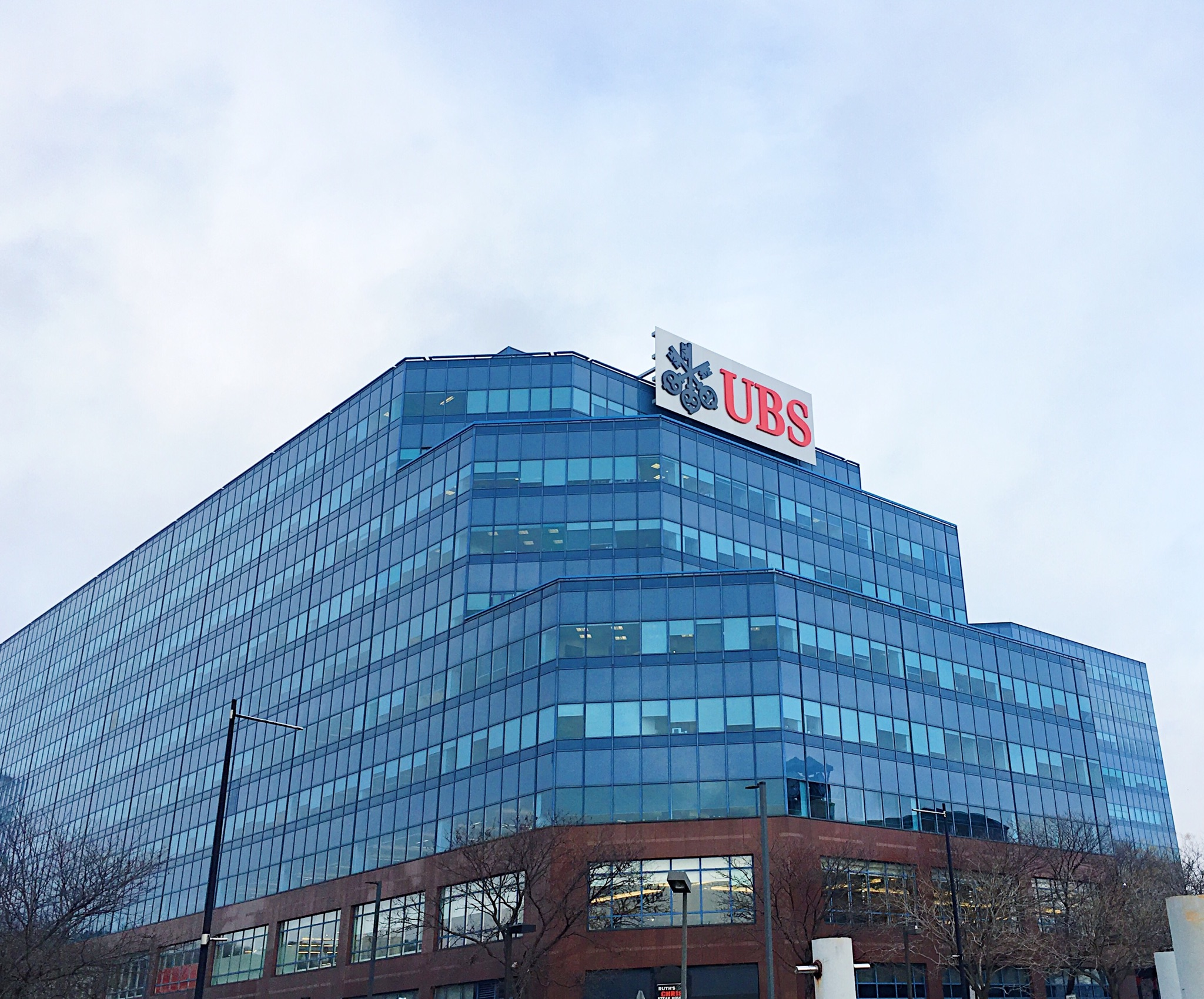
UBS WMA Headquarters à Lincoln Harbor à Weehawken, NJ.

UBS employait plus de 83 000 personnes en 2007. Le montant total des actifs sous gestion s'élevait à 2 652 milliards de francs suisses pour une capitalisation boursière de 156 milliards de francs au 9 janvier 2007 (48 milliards de francs mi-septembre 2008) et des fonds propres de 40 milliards.
En décembre 2007, refinancée dans l'urgence à des conditions de « détresse » après des pertes dans la crise des subprimes, la banque annonce une perte pour la première fois de son histoire,.

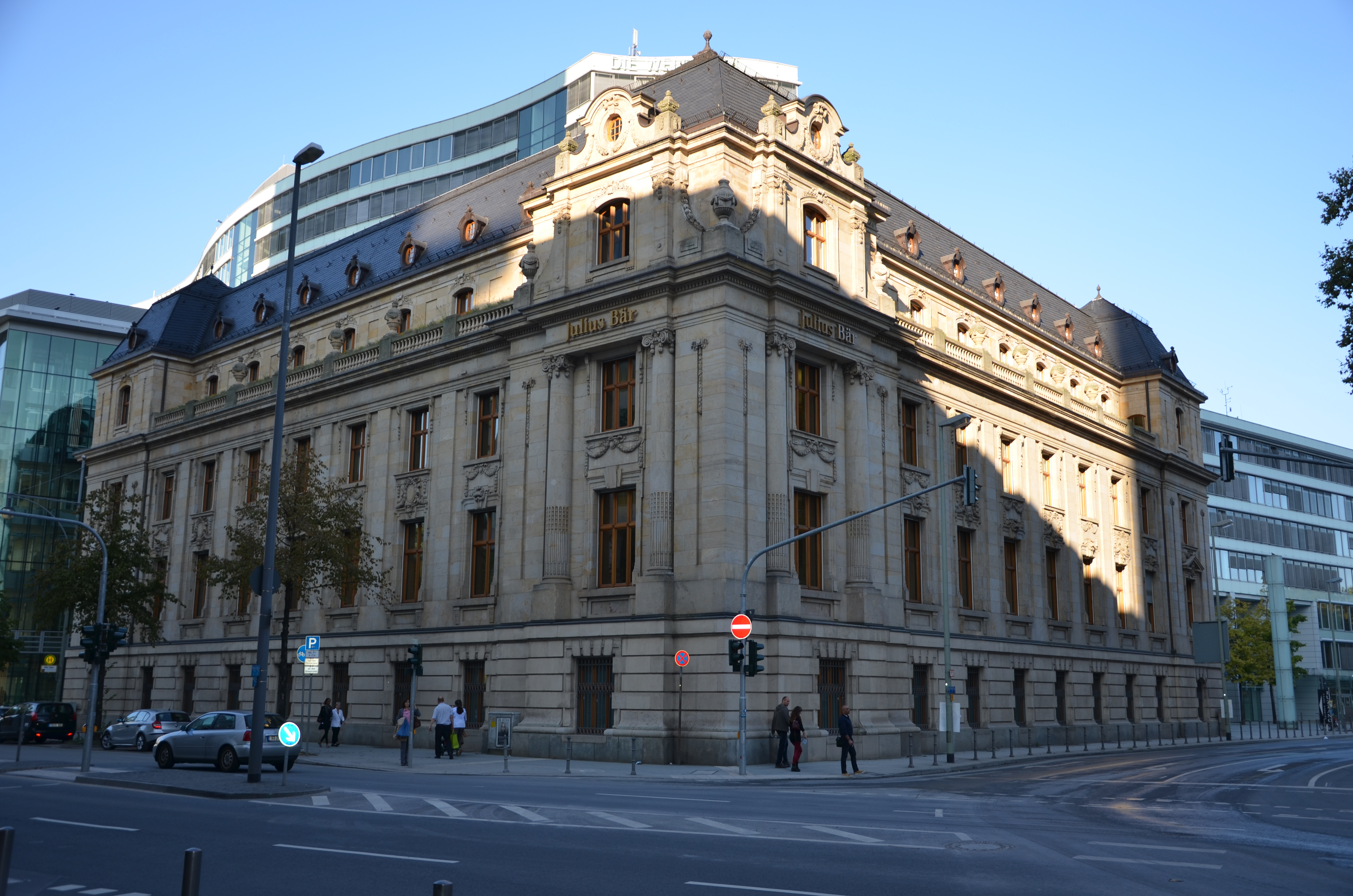
Banque Julius Bär, succursale à Francfort-sur-le-Main.

Particulièrement affectée par la crise des subprimes, l'UBS a enregistré des sorties nettes de 226 milliards de francs et une perte de 19,697 milliards en 2008. Elle a été recapitalisée trois fois à hauteur de 6 milliards et la BNS lui a racheté des actifs toxiques pour 39,1 milliards de dollars au cours de la même période,. En novembre 2013, UBS rachète Stabfund, la bad bank créée à partir de certains actifs d'UBS pendant la crise, pour 3,762 milliards de dollars,. Après 5 ans, le gouvernement fédéral et la Banque nationale suisse réalisent des bénéfices de plusieurs milliards de dollars avec le sauvetage de l'UBS en 2008. Les contribuables et l'économie ne sont pas affectés. Oswald Grübel, l'ancien patron de l'UBS qualifie le plan de sauvetage même comme « la meilleure opération commerciale jamais réalisée par la banque nationale ».
En 2009, le nom de la banque est associée à l'affaire Madoff. L'UBS annonce en avril 2009 qu'elle va vendre une partie de ses services financiers au Brésil, UBS Pactual, après seulement trois années, à BTG Investments pour USD 2,5 milliards, augmentant le ratio Tier 1 des fonds propres d'environ 0,6 pour cent, et calmant les rumeurs d'une nouvelle augmentation de capital. Le directeur de la division Investment Banking, Jerker Johansson, démissionne. La banque annonce aussi qu'elle réduit le nombre d'employés et que la majorité des primes pour le management sera payée seulement après trois ans sous la forme d'options sur actions. En juillet 2009, UBS fait l'objet d'une poursuite judiciaire de la part du gouvernement des États-Unis, car UBS refuse de révéler le nom de 52 000 clients américains,. À la fin de juillet 2009, UBS et le fisc américain sont parvenus à une entente sur le litige qui les opposaient. En même temps les sorties nettes de capitaux se hissent de 14,9 à 39,4 milliards de francs suisses au deuxième trimestre 2009. L'UBS annonce le remplacement du directeur général Marcel Rohner par Oswald Grübel fin février, et le président du conseil d'administration, Peter Kurer, quitte la banque mi-avril pour être remplacé par l'ancien conseiller fédéral Kaspar Villiger.

### Depuis 2010
Le 15 septembre 2011, l'UBS a pris connaissance d'une perte massive, initialement estimée à 2 milliards de dollars, qui serait due à des opérations non autorisées de Kweku Adoboli, un trader ghanéen alors âgé de 31 ans, sur le bureau Delta One de la banque d'investissement de la société. Adoboli a été arrêté et ensuite accusé de fraude par abus de position et fausse comptabilité remontant à 2008. Les pertes réelles de l'UBS ont été confirmées par la suite comme étant de 2,3 milliards de dollars US et, selon le procureur du procès d'Adoboli, il « était à un pari ou deux de détruire la plus grande banque suisse à son propre profit ». Le 24 septembre 2011, l'UBS a annoncé la démission du directeur général Oswald Grübel et la nomination de Sergio Ermotti pour le remplacer par intérim.
En 2012, UBS annonce la suppression d'environ 10 000 employés soit près de 1 salarié sur 6. L'entreprise passe de 63 500 employés en 2012 à 54 000 en 2015. En même temps, l'UBS est devenu la banque de gestion de fortune la plus grande du monde. En 2015, elle s'apprête à s'étendre en Asie et à s'installer en Chine à Shanghai.
Le 14 juin 2015, la banque s’adapte aux exigences réglementaires touchant l’ensemble du secteur bancaire et prend le nom de UBS Switzerland AG. Dès 2015, la banque a annoncé une réorganisation de mi-2015 jusqu'au début de 2016 qui devrait lui permettre d'atteindre les nouvelles normes réglementaires dans le délai prévu de quatre ans. Pour maintenir le cap, elle a prévu un gel des salaires temporaire et a effectué des rachats de capital. Bien qu’elle remplisse déjà les exigences des règles TBTF2 et de Bâle III, la BNS encourage encore en 2017 UBS et les autres banques à améliorer leur solvabilité.
Après un bilan positif fin 2015, l’UBS prévoit une baisse de sa croissance essentiellement liée à l’état de l’économie mondiale,,.
L’indicateur UBS de la consommation a augmenté au premier trimestre 2016. Celui-ci est calculé pour indiquer l’évolution de la consommation des ménages en Suisse, qui représente près de la moitié du PIB suisse. Après le premier trimestre 2016, les actionnaires ne sont toujours pas satisfaits.
D’après le rapport annuel 2016, UBS Group Funding (Switzerland) AG - filiale directe à 100 % d'UBS Group AG - a été fondée cette même année dans le but d'émettre des instruments de fonds propres de base supplémentaires qui absorbent à l'avenir les pertes et les titres de créance non garantis non subordonnés. Les exigences réglementaires et d'autres développements externes, y compris la sortie attendue du Royaume-Uni de l'UE (Brexit) pourraient entraîner d'autres changements dans la structure juridique du Groupe, tels que le transfert des filiales opérationnelles d'UBS AG aux filiales directes d'UBS Group AG, la consolidation des filiales opérationnelles dans l'UE et les ajustements liés à la localisation des produits et services. Ces changements structurels seront discutés avec l'Autorité fédérale de surveillance des marchés financiers et d'autres autorités de régulation.
UBS a reçu l'ordre par l’Administration fédérale des contributions de transmettre à la France des informations sur certains clients, à la suite d'une requête d’assistance administrative internationale dans le domaine des impôts, non sans un certain désaccord du CEO de UBS. Cette requête correspond aux nouvelles obligations, à partir du 1er janvier 2017 en Suisse, de transférer automatiquement les données pertinentes des clients entre les états tous les ans. Trois nouveaux témoignages sont sortis cette année sur les affaires : ceux de Georges Blum (directeur général, puis président de l’ancienne SBS), de Raoul Weil (ancien patron de la gestion de fortune) et de Bradley Birkenfeld (gérant de fortune). UBS reste prudente pour 2017.
Elle ouvre une nouvelle filière à Francfort en décembre 2016,. La banque investit aussi dans les pays émergents.
UBS Group AG (SIX: UBSG) et Northern Trust Corporation (Nasdaq: NTRS) annoncent le 20 février 2017 que UBS AG a conclu une entente pour que Northern Trust acquière les unités de service d'administration de fonds d'UBS Asset Management au Luxembourg et en Suisse. Northern Trust a opéré au Luxembourg depuis 2004 et la transaction fera de Northern Trust un fournisseur de services d'actifs de premier rang en termes d'actifs sous administration. Au 31 décembre 2016, Northern Trust détenait des actifs sous la garde de 6,7 billions de dollars américains et des actifs sous gestion de 942 milliards de dollars américains,,.
À l'automne 2018, UBS a annoncé son intention de rétablir les activités de gestion de fortune de citoyens américains super-riches (aux États-Unis, mais aussi à Hong Kong et à Singapour). À ce titre, Wealth Management et Wealth Management Americas ont été fusionnés en une seule unité commerciale, Global Wealth Management. UBS estime qu'il y a 14 200 citoyens américains avec plus de 100 millions et 700 autres citoyens avec plus d'un milliard de francs suisses. En vertu de l'accord FATCA, entré en vigueur en 2014, les autorités américaines reçoivent automatiquement des informations sur les comptes bancaires des citoyens américains en Suisse, ce qui réduit le risque de problèmes réglementaires[réf. nécessaire].
En 2018, UBS est devenue la première banque étrangère en république populaire de Chine à acquérir une participation majoritaire dans une joint venture financière nationale. Le régulateur chinois a autorisé UBS à porter sa participation au capital d'UBS Securities - sa filiale de banque d'investissement en Chine - à 51 %. UBS a acquis 12 % des actions de China Guodian Capital Holdings et 14 % du conglomérat agricole Cofco. Selon Sergio Ermotti, CEO d'UBS, "la poursuite de l'ouverture du secteur financier chinois offre de grandes opportunités pour la gestion de fortune, la banque d'investissement et la gestion d'actifs".
En 2018, Kirk Gardner a déclaré qu'UBS prévoyait de revenir sur le marché indien de la gestion de fortune et de porter son effectif en Inde à 3.000 personnes d'ici la fin de l'année. D'autres centres de service doivent être établis dans le pays. UBS dispose actuellement d'un centre à Mumbai et d'un centre à Pune En octobre 2018, UBS a ouvert un nouveau centre technologique à Pune, qui devrait employer 1 300 personnes. De plus, UBS va sous-traiter pour plus d'un milliard de dollars de travaux informatiques.
En juin 2019, UBS a perdu son rôle de premier plan dans un accord sur des obligations en dollars américains avec China Railway Construction Corp., entreprise soutenue par l'État, après le tollé suscité par l'utilisation du mot "cochon" par un économiste UBS chevronné en relation avec la hausse des prix des denrées alimentaires en Chine. En outre, Haitong International, antenne cotée à Hong Kong du courtier chinois Haitong Securities, a suspendu toute collaboration avec UBS. Aucune date pour l'éventuelle reprise de la collaboration n'a été ajoutée.
Le 19 février 2020, UBS a annoncé que Ralph Hamers sera nommé successeur du directeur général du groupe Sergio P. Ermotti. Ermotti a occupé ce poste à la banque pendant les neuf dernières années. Hamers occupe actuellement le poste de PDG du Groupe ING et prendra ses fonctions à l'UBS le 1er novembre 2020,,. En avril 2021, la banque annonce une perte de 861 millions de dollars liées à Archegos.
En mai 2021, UBS écope de 172,4 millions d’euros d'amendes pour avoir faussé la concurrence sur le marché obligataire.
Le 19 mars 2023, UBS, en coopération avec les autorisés de régulations bancaires et financières suisses, annonce l'acquisition de Crédit Suisse par échange d'action pour 3 milliards de francs suisses.

## Chiffres
Actionnariat de l'UBS par pays d'origine 2014.
- Suisse (19,5 %)
- États-Unis (10,6 %)
- Grande Bretagne (16,8 %)
- Asie-Pacifique-Singapour (9,7 %)
- Autres (42,7 %)
- Allemagne (0,7 %)

L'UBS est présente dans la plupart des centres financiers mondiaux, avec des bureaux dans 50 pays différents. Selon le site web de la compagnie, le nombre d'employés en 2018 s'élevait à 66 888, dont 32 % travaillent en Suisse, 31 % en Amérique, 19 % en Europe/Proche-Orient/Afrique et 18 % dans la zone Asie-Pacifique. 

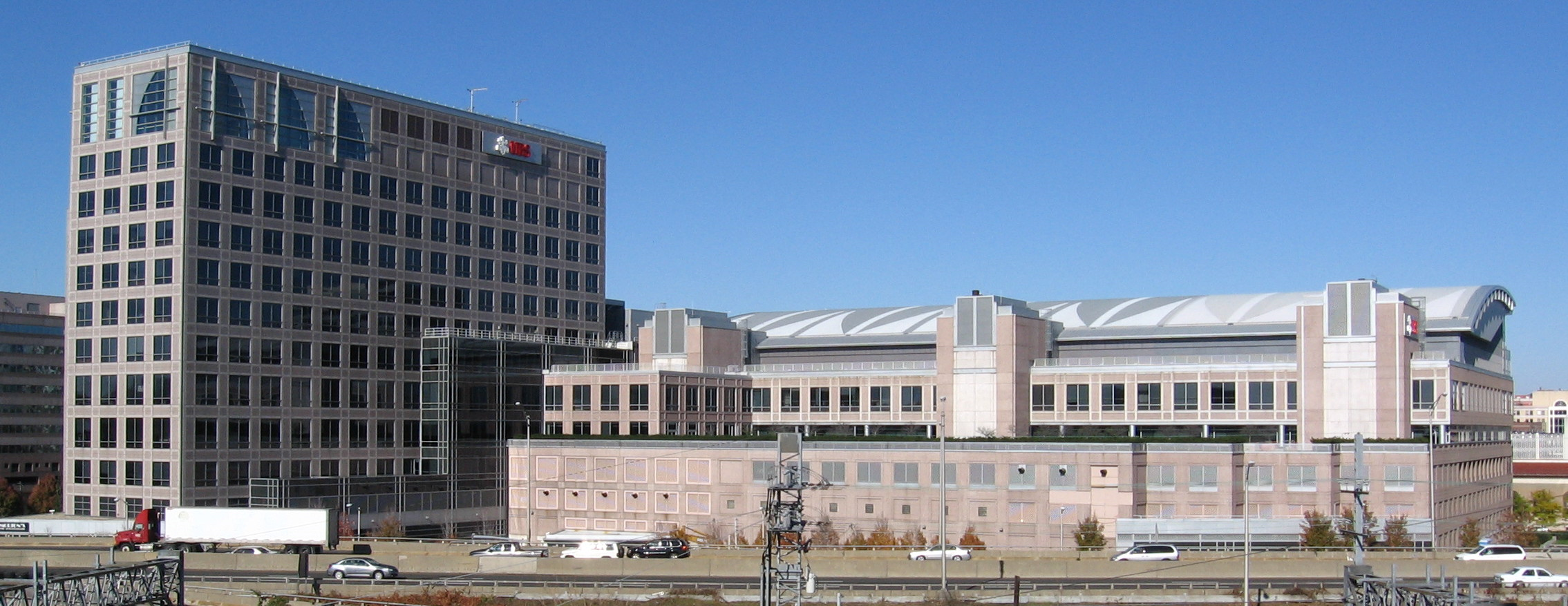
Ancien bureau de la banque d’investissement à Stamford dans le Connecticut. Mesurant environ deux terrains de football américain, c’était la plus grande salle de trading sans colonne du monde.

Son ancien centre d'opérations boursières à Stamford détient le record dans le Livre Guinness des records du plus grand trading floor au monde. Large comme deux terrains de football américain (9 600 mètres carrés), il peut accueillir jusqu'à 1 400 traders.
Au 2018, la banque a effectué un Résultat d'exploitation de 30,213 milliards de francs. La gestion de fortune (Wealth Management) a dégagé un résultat avant impôts de 951 millions (+ 47 % par rapport au quatrième trimestre 2014). La banque d’affaires a fait un bénéfice avant impôts de 774 millions.
Le cours des actions de UBS a fortement changé ces 10 dernières années avec un maximum à près de 80 Fr en 2007 et un minimum à moins de 10 Fr en 2009. En 2015, l’action se maintient autour de 20 Fr. En 2016, son action a oscillé entre 12 et 18 Fr.. UBS se positionne 54e dans le classement Forbes des "Global 2000" le plus récent des plus grandes compagnies du monde. Malgré cela, ses résultats de 2016 sont mitigés. En 2008 lors de la crise des subprimes, GIC Private Limited a investi 11 milliards de Fr à UBS pour l’aider à se renflouer.

### Résultats du groupe au 31 décembre 2019
Sources : ubs.com
- Résultat opérationnel 28,889 millions CHF
- Charges d'exploitation 23,312 millions CHF
- Bénéfice / (perte) d'exploitation avant impôts 5,577 millions CHF
- Résultat net (perte) attribuable aux actionnaires 4,304 millions CHF
- Résultat dilué par action (CHF) 1.14 CHF

## Divisions
UBS est organisée en 5 divisions principales:
- Global Wealth Management: Services financiers complets globaux pour des clients fortunés du monde entier (sauf Americas) comprenant des conseils en investissement, financement des entreprises ou des patrimoines. UBS Wealth Management avait investi des actifs de 987 milliards de francs en 2014[114]. Les activités mondiales de gestion de fortune d'UBS en Amérique du Nord et du Sud se composent des activités de gestion de fortune aux États-Unis et au Canada et des activités internationales aux États-Unis[115]. UBS Wealth Management USA est une extension de l'ancienne activité de courtage de Paine Webber. L'entreprise a été rebaptisée UBS Paine Webber en mars 2001 à la suite de l'acquisition par UBS. La division offre des solutions de gestion de patrimoine entièrement intégrées pour les clients fortunés et très fortunés[116]. UBS a reçu le prix de l’ Euromoney Awards for Excellence 2017 en tant que "Best Bank for Wealth Management in North America"[117]. La division est représentée par 230 bureaux dans près de 50 pays et 16 700 collaborateurs. 42 % des actifs investis viennent de la région EMEA (Europe, Proche Orient et Afrique), 27 % de la région Asie-Pacifique, 22 % de Suisse et 9 % de l'Amérique. Les concurrents principaux de la division sont Crédit suisse, JP Morgan, HSBC, BNP Paribas, Deutsche Bank, Julius Bär et Citigroup. Aux États-Unis les concurrents principaux de la division sont Bank of America, Morgan Stanley et Wells Fargo.
- Retail & Corporate: La division sert les clients privés, commerciaux et institutionnels en Suisse comme banque universelle. En Suisse, UBS s'occupe d'un tiers de toutes les caisses de retraite, plus de 85 % des 1 000 entreprises les plus grandes et aussi 85 % des banques. Le portefeuille de prêts atteint 137 milliards de francs suisses dont 73 % sont garantis par des immeubles résidentiels et 15 % par des propriétés commerciales et industrielles[118]. Presque trois quarts des prêts de 137 milliards de francs sont sécurisés par des propriétés d'habitation. Les concurrents principaux de cette division sont Crédit suisse, les banques cantonales, Postfinance et d'autres banques locales, régionales et internationales en Suisse.
- Asset Management: Depuis décembre 2014, UBS Global Asset Management a été responsable de 664 milliards de francs suisses d’actifs investis. Avec près de 3800 employés dans 24 pays, UBS Global Asset Management est la plus grande société d'investissement à capital variable en Suisse et l’une des plus grandes sociétés de gestion de fonds spéculatifs et d’actifs immobiliers dans le monde. Ses principaux bureaux sont à Chicago, Francfort, Harftford, Hong Kong, Londres, New York, Paris, Singapour, Sydney, Tokyo et Zurich[119]. L'offre couvre toutes les principales classes d'actifs traditionnels et alternatifs, la part " Fund Management Services " fournissant des services à la fois pour les fonds d'investissement traditionnels et alternatifs par exemple[120]. En février 2017, UBS Group AG et Northern Corporation ont annoncé un accord pour l'acquisition des unités de gestion de fonds de UBS Asset Management au Luxembourg et en Suisse. Cette acquisition facilitera l'expansion de Northern Trust Corporation dans ces deux pays et fera de la société américaine le plus grand administrateur de fonds sur les marchés locaux et l'un des dix principaux fournisseurs mondiaux de l'industrie. À l'issue de la transaction, prévue pour le second semestre 2017, la société américaine gérera un total de 420 milliards de francs suisses. UBS Asset Management continuera à offrir à ses clients des services de gestion de fonds, et de représentation[121]. Les concurrents de cette division sont BlackRock, JP Morgan Asset Management, BNP Paribas Investment Partners, Amundi, Goldman Sachs Asset Management, AllianceBernstein Investments, Schroders et Morgan Stanley Investment Management.
- Investment Bank: 15 000 personnes travaillent dans 35 pays pour cette division qui inclut la plus grande salle de marché du monde (trading floor) à Stamford[122]. La division fournit des titres et produits financiers et analyse les actions, crédits, devises, métaux précieux et dérivés. Le département Investment Banking Department (IBD) est responsable pour les fusions et acquisitions, les restructurations, émissions d'actions, capitaux empruntés et leveraged finance. Le département Sales & Trading s'engage dans le commerce d'actions, finance structuré, crédit produits, devises et dérivés. Les concurrents de cette division sont Bank of America, Merrill Lynch, Barclays, Citigroup, Crédit suisse, Deutsche Bank, Goldman Sachs, JP Morgan Chase et Morgan Stanley.
- Corporate Center: Les services internes pour toute l'entreprise incluent le contrôle financier, contrôle de risque et contrôle juridique. Le département fournit en plus tous les services globaux comme les opérations, l'administration, les initiatives stratégiques, les communications, la sécurité et la trésorerie.Siège social de UBS Europe SA à Francfort-sur-le-Main, Hesse.

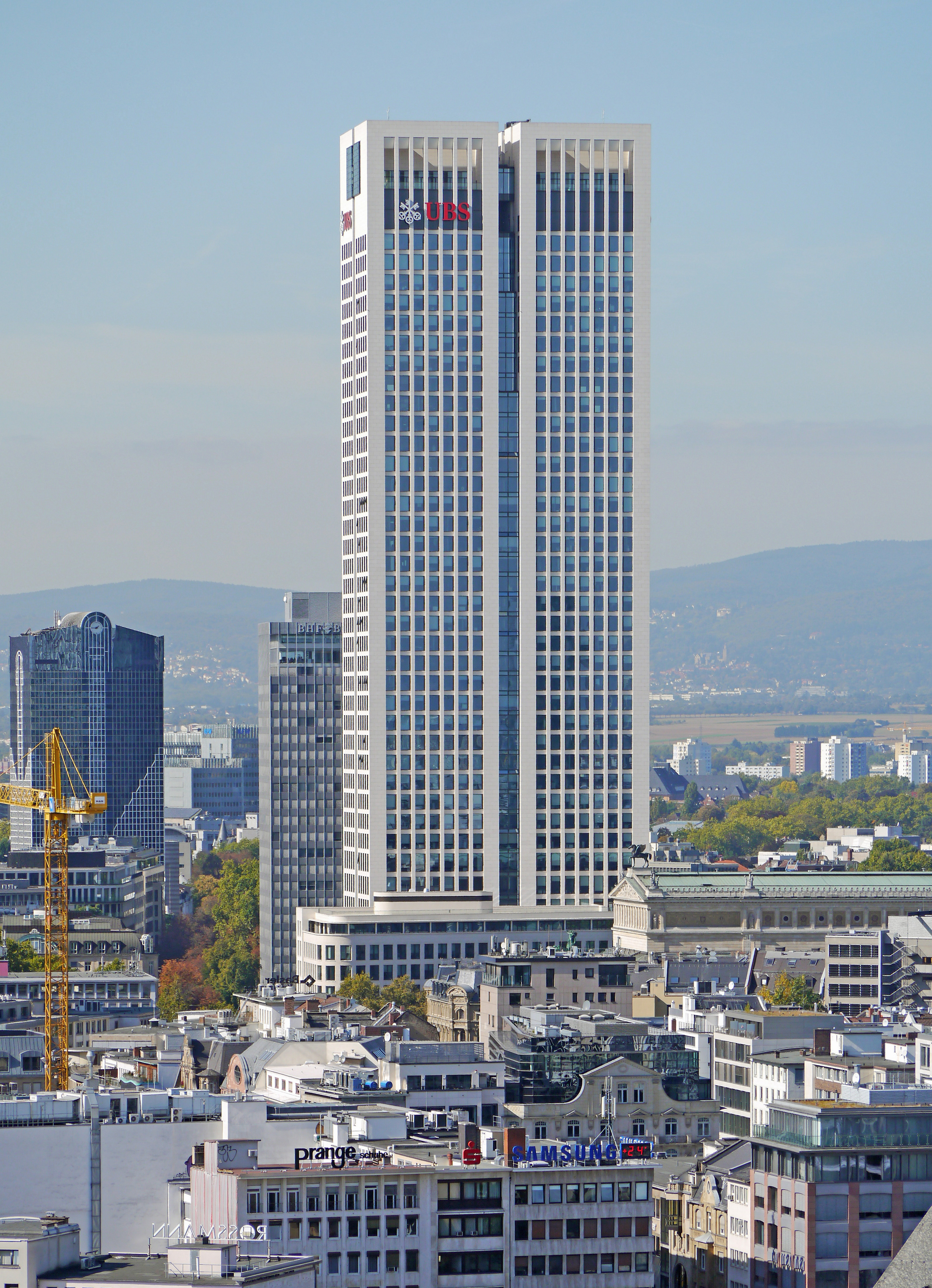
Siège social de UBS Europe SA à Francfort-sur-le-Main, Hesse.

Juridiquement, UBS a créé en 2014 une nouvelle holding nommée UBS Group SA qui possède toutes les actions de l'UBS SA. Les actions de l'UBS Group SA remplacent ainsi celles de l'UBS AG à la Bourse suisse SIX et à la Bourse new-yorkaise NYSE. Cette restructuration juridique était liée aux exigences des autorités suisses relatives aux Too big to fail.
UBS a finalisé sa transformation en holding début septembre 2015. L’ancienne action (UBS SA) a été retirée et UBS Groupe SA possède l’intégralité de ces titres à la bourse suisse. Depuis, seules les actions de la holding sont cotées en bourse au niveau mondial.

## Formation
L’UBS offre chaque année plus de 300 places pour les apprenti(e)s et les stagiaires en Suisse et jusqu’en 2009, 90 % de ces apprenti(e)s étaient embauché(e)s. Ce chiffre a été réduit à 50 % depuis. À côté de cela, un programme interne de promotion des diplômé(e)s hautement qualifié(e)s a été mis en place et de nouveaux contrats de travail de 9 mois ont été introduits. De plus, il existe au niveau mondial un programme de promotion des talents pour les meilleur(e)s diplômé(e)s.

## Direction
Le Group Executive Board est l'organe exécutif de la compagnie. Le président Marcel Ospel ne se re-présente pas pour les élections lors de l’assemblée générale des actionnaires du 23 avril 2008 à la suite de la crise des subprimes. Peter Kurer, qui était conseiller général, lui a succédé.

Marcel Rohner, numéro deux du groupe, quitte l'UBS fin février 2009 à la suite des déboires d'UBS avec le fisc américain. Oswald Grübel, ancien dirigeant du Crédit suisse, l'a remplacé.
L’ancien président de la Deutsche Bundesbank Axel A. Weber a été nommé mi-2011 pour les élections de l’assemblée générale du conseil en 2012 et devait être élu président du conseil après le départ à la retraite de Villiger en 2013,.
Cependant, en mai 2012, Villiger et un autre membre du conseil Bruno Gehrig ont démissionné.
Peter Kurer quitte le groupe le 4 mars 2009. Kaspar Villiger, ancien conseiller fédéral suisse chargé des finances, sera nommé pour lui succéder le 15 avril 2009. Le 1er avril 2009, Grübel a engagé Ulrich Körner dans le nouveau rôle de directeur de l'exploitation et PDG du siège social. La tâche principale de Körner était de réduire les coûts administratifs et augmenter les profits.
Oswald Grübel démissionne le 24 septembre 2011, à la suite de l'affaire concernant les opérations de négoce non autorisées lors desquelles la banque a perdu 2,3 milliards de francs suisses. Sergio Ermotti est nommé CEO en novembre 2011. Deux nouveaux administrateurs vont être proposés en mai 2016 lors de l’assemblée générale: Dieter Wemmer, et Robert Scully. Des changements dans la direction ont été annoncés, avec Martin Blessing qui remplacera Lukas Gähwiler en tant que président d’UBS Suisse à partir du 1er septembre 2016 tandis que ce dernier occupera la fonction de président de la région Suisse.

### Board of Directors
Le Board of Directors est l'organe de la compagnie qui a la responsabilité finale pour la stratégie, la gestion, la nomination et le contrôle du Group Executive Board.
| Nom                                   | Poste                                         | Comités |
| ------------------------------------- | --------------------------------------------- | --- |
| Axel A. Weber                         | Chairman of UBS SA and UBS Group SA           | - Chairperson of the Corporate Culture and Responsibility Committee - Chairperson of the Governance and Nominating Committee   |
| David Sidwell                         | Vice Chairman and Senior Independent Director | - Chairperson of the Risk Committee - Member of the Governance and Nominating Committee                                        |
| Jeremy Anderson                       | Board Member                                  | - Chairperson of the Audit Committee - Member of the Corporate Culture and Responsibility Committee                            |
| William C. Dudley                     | Board Member                                  | - Member of the Corporate Culture and Responsibility Committee - Member of the Risk Committee                                  |
| Reto Francioni                        | Board Member                                  | - Member of the Corporate Culture and Responsibility Committee - Member of the Risk Committee                                  |
| Fred Hu                               | Board Member                                  | - Member of the Compensation Committee                                                                                         |
| Julie G. Richardson                   | Board Member                                  | - Chairperson of the Compensation Committee - Member of the Risk Committee - Member of the Governance and Nominating Committee |
| Isabelle Romy                         | Board Member                                  | - Member of the Audit Committee - Member of the Governance and Nominating Committee                                            |
| Robert W. Scully                      | Board Member                                  | - Member of the Risk Committee                                                                                                 |
| Beatrice Weder di Mauro               | Board Member                                  | - Member of the Audit Committee - Member of the Corporate Culture and Responsibility Committee                                 |
| Dieter Wemmer                         | Board Member                                  | - Member of the Compensation Committee - Member of the Audit Committee                                                         |
| Jeanette Wong                         | Board Member                                  | - Member of the Audit Committee                                                                                                |
| Markus Baumann                        | Group Company Secretary                       | |
| Source (en date du 19 février 2019) : |                                               | |

### Actionnaires
Les actionnaires les plus importants d'UBS étaient en 2014 : GIC Private Limited, BlackRock et Norges Bank avec respectivement 7,07 %, 4,89 % et 3,30 % des capitaux totaux d’actions. En 2008, pendant la crise des subprimes, GIC Private Limited a investi 11 milliards de francs suisses dans UBS pour lui éviter la faillite, devenant ainsi son actionnaire le plus important. Les actionnaires les plus importants de l'UBS étaient, à la date du 31 décembre 2015, Chase Nominees LTD, London (9,14 % du capital total), GIC Private Limited, Singapore (6,38 %), DTC (Cede & Co.), New York (6,14 %) et Nortrust Nominees Ltd, London (3,6 %). Les plus grands actionnaires de UBS group le 31 mars 2017 sont :
| Nom de l’actionnaire                   | Nombre d’actions | Pourcentage |
| -------------------------------------- | ---------------- | ----------- |
| UBS Securities LLC                     | 143,792,090      | 3.94        |
| Norges Bank Investment Management      | 127,802,811      | 3.44        |
| Capital Research Global Investors      | 109,253,107      | 2.94        |
| Credit Suisse First Boston             | 90,648,178       | 2.44        |
| The Vanguard Group, Inc.               | 78,500,207       | 2.11        |
| UBS Asset Management, Basel and Zurich | 45,313,917       | 1.22        |
| Artisan Partners LP                    | 44,564,546       | 1.21        |
| BlackRock Fund Advisors                | 43,925,565       | 1.21        |
| Dodge & Cox                            | 43,113,727       | 1.16        |
| Credit Suisse AG                       | 41,928,994       | 1.13        |
| Fisher Asset Management, LLC           | 37,527,776       | 1.01        |
| Harbor Capital Advisors Inc.           | 34,595,474       | 0.93        |
| FMR, LLC                               | 34,230,145       | 0.92        |
| Zurcher Kantonalbank                   | 33,072,391       | 0.89        |
| Wellington Management Company          | 32,689,266       | 0.88        |
| Deutsche Bank Asset Management         | 19,457,644       | 0.53        |
| Allianz Global Investors               | 17,687,181       | 0.48        |
| Goldman Sachs Asset Management, L.P.   | 16,087,210       | 0.44        |
| Schroder Investment Management         | 15,988,129       | 0.43        |

### Personnalités de UBS
UBS a employé de nombreuses personnalités qui ont occupé des postes importants dans les diverses institutions de leurs pays ou internationales.
- Marcel L. Ospel, né le 8 février 1950 à Bâle, fut le Président du Conseil d'administration (chairman) d'UBS AG d'avril 2001 au 23 avril 2008. Son successeur est Peter Kurer[137]. Sa direction à la tête de la banque est caractérisée par le grounding de Swissair le 2 octobre 2001[138] ainsi qu'à une course à la taille dont les effets se révèleront lors de la crise des subprimes.
- Marcel Rohner, né le 4 septembre 1964, est un manageur financier suisse. Il a été à directeur de l'UBS entre le 6 juillet 2007[139],[140] et le 26 février 2009[141].
- Peter Kurer (né le 28 juin 1949) est le CEO d'UBS entre le 23 avril 2008 et 2009 Il succède à Marcel Ospel[142].

Juriste et docteur en droit de formation, Kurer appartient depuis 2002 au directoire de la banque. Avant d'être engagé à l'UBS en mai 2001 en tant que directeur des affaires juridiques, il était avocat au sein de Swissair.

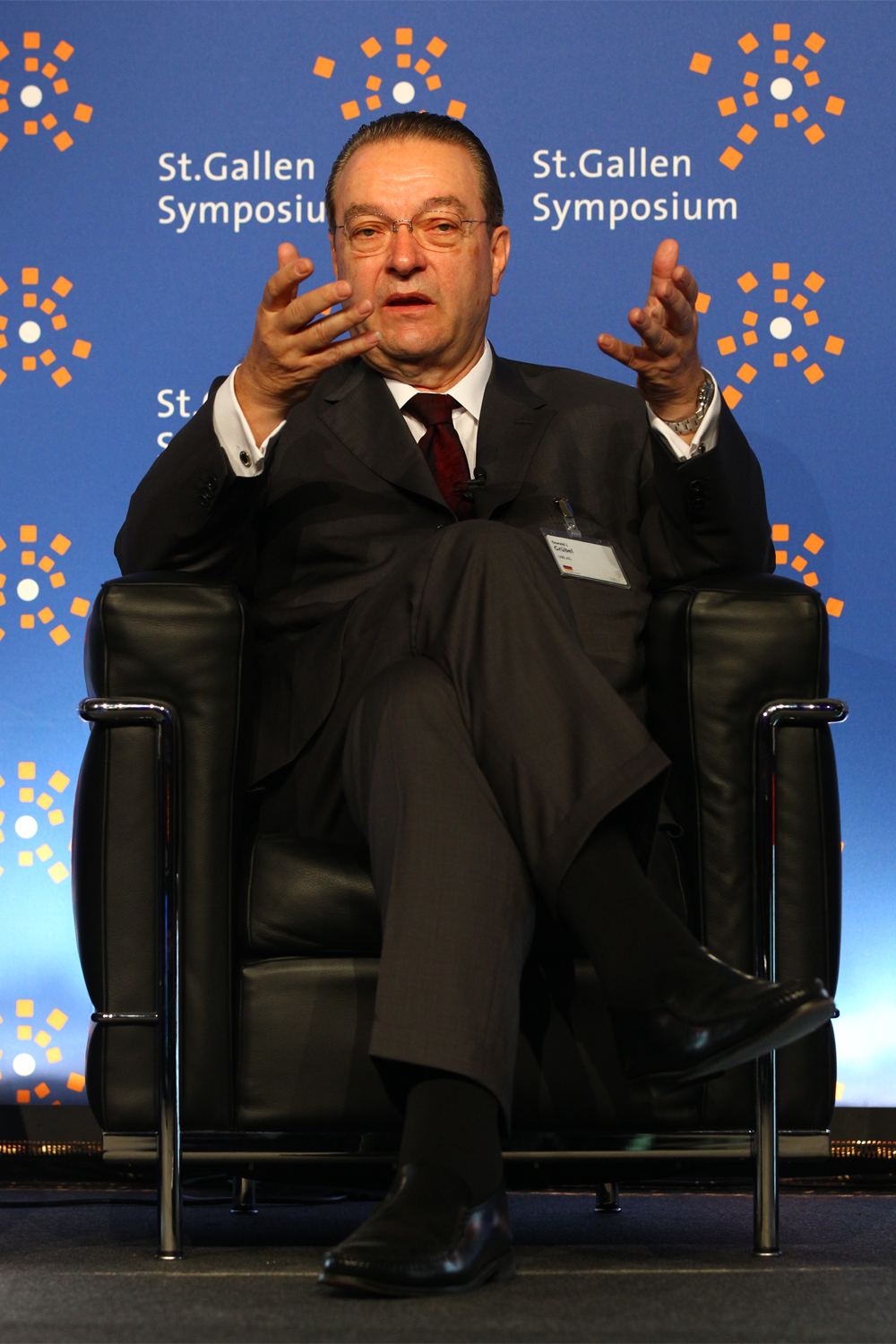
Oswald Grübel

- Oswald J. Grübel, né le 23 novembre 1943 en Allemagne, est un manageur financier. Il a été à la direction de la banque suisse UBS dont il a démissionné le 24 septembre 2011.

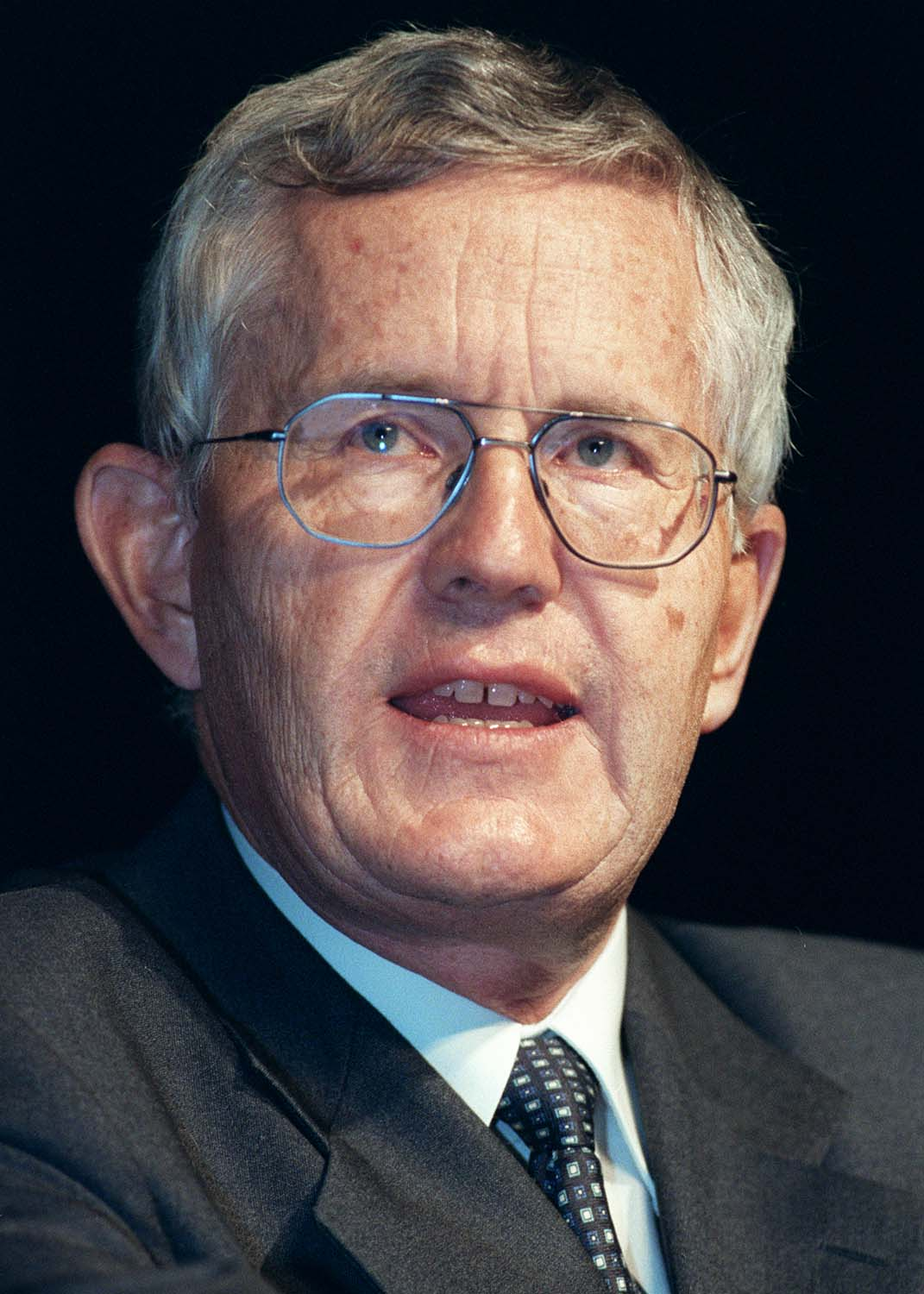
Kaspar Villiger.

- Kaspar Villiger, né le 5 février 1941 à Pfeffikon (Lucerne), est un homme politique et un industriel suisse (cigares Villiger Söhne AG – Lucerne), membre du Parti radical-démocratique. Il fut conseiller fédéral de 1989 à 2003, et président du conseil d'administration de UBS de 2009 à 2012.

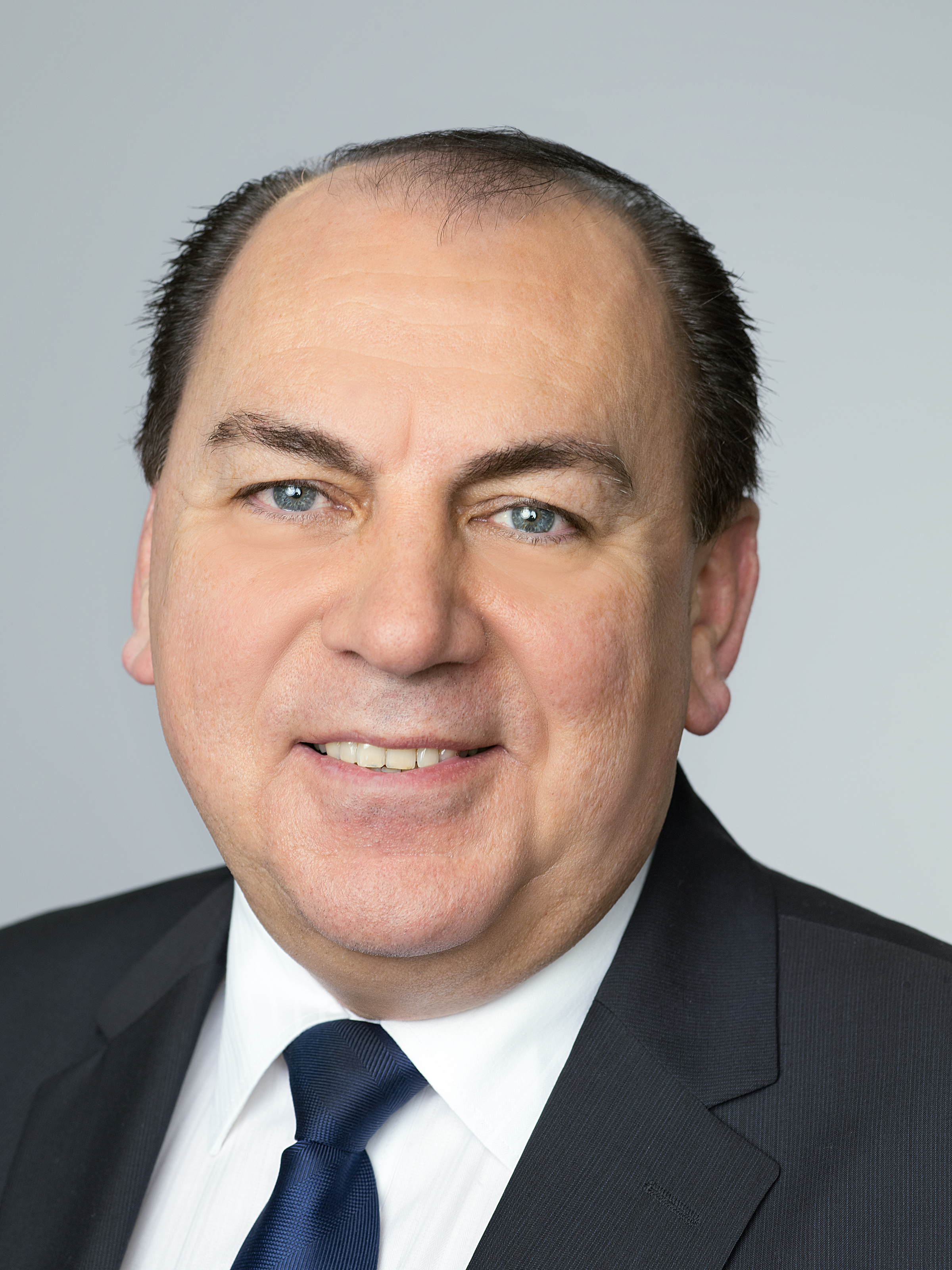
Axel Weber.

- Axel Alfred Weber, né le 8 mars 1957 à Kusel, est un économiste allemand, président du conseil de surveillance de l'UBS depuis le 12 mai 2012[143]. Il a été président de la Deutsche Bundesbank, la banque centrale allemande, du 30 avril 2004 au 1er mai 2011.

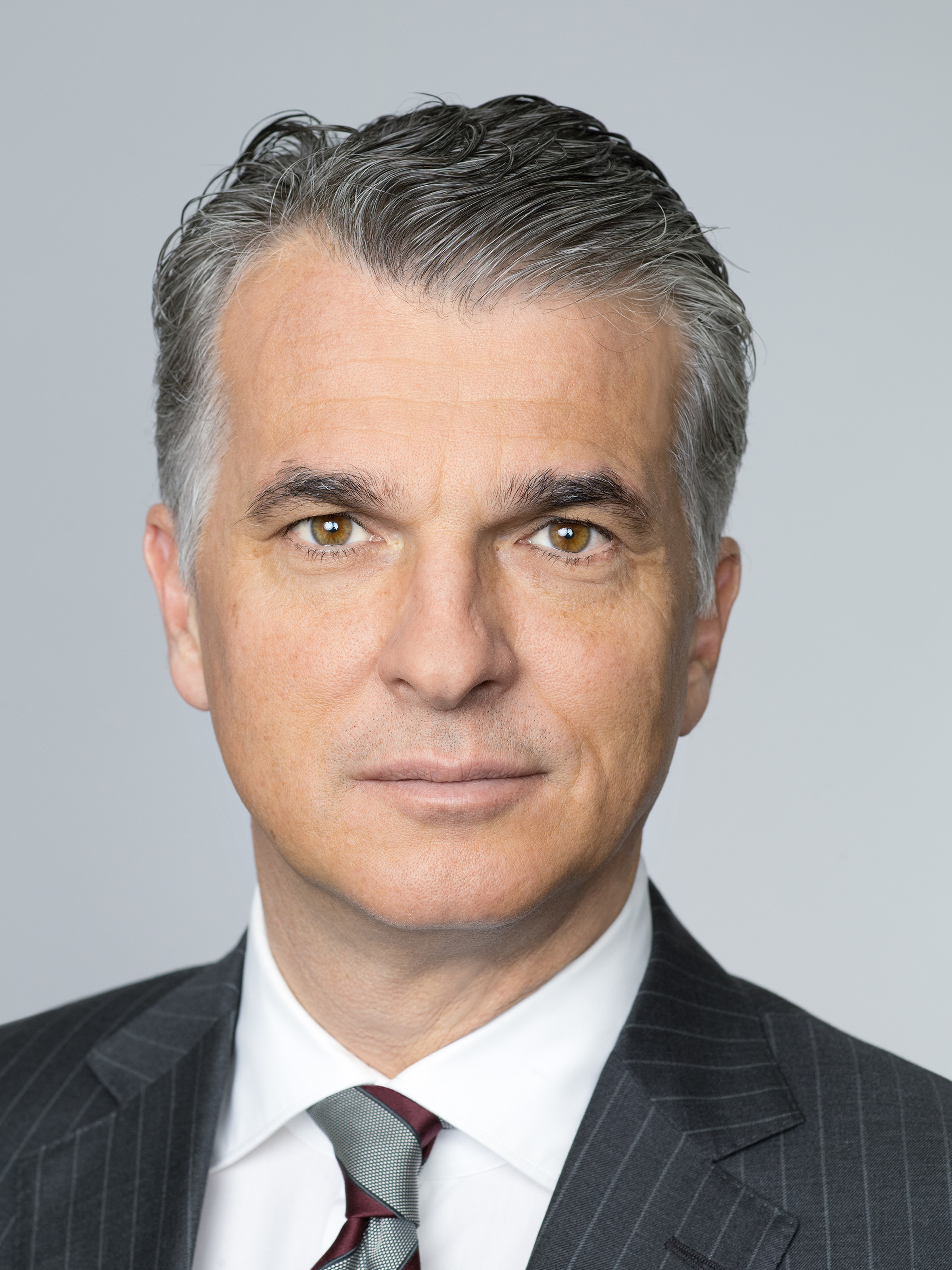
Sergio Ermotti.

- Sergio P. Ermotti, né le 11 mai 1960 à Lugano, est un banquier suisse, nommé président de la direction générale d'UBS AG le 15 novembre 2011.

## Responsabilité sociale de l’entreprise
En janvier 2010, UBS a produit un nouveau code de bonne conduite et de déontologie que les employés ont été encouragés à signer. Ce code traite des problèmes tels que les crimes financiers, la compétition, la confidentialité ainsi que les droits de l’homme et les problèmes environnementaux. Les huit pages de ce code indiquent aussi les sanctions possibles pour les employés qui ne le respecteraient pas. Celles-ci comprennent des avertissements, rétrogradations ou renvois. Selon Kaspar Villiger, ancien Chairman of the Board, et Oswald Grübel, ancien CEO du groupe, le code fait «partie intégrante du changement dans la façon dont UBS mène ses affaires».
En 2011, UBS a étendu sa base de données de conformité pour inclure des informations sur les problèmes environnementaux et sociaux fournis par RepRisk, une entreprise internationale spécialisée dans la responsabilité sociale et environnementale des entreprises, l’analyse des risques et leurs mesures. Ceci a été fait pour limiter les risques sociaux et environnementaux qui pourraient nuire à la réputation de la banque ou à ses résultats financiers et pour, en même temps, aider la standardisation globale et l’implémentation systématique des procédures de diligence requise. Les données de  RepRisk sont aussi utilisées pour évaluer les clients et les partenaires potentiels, ainsi que pour réévaluer périodiquement les clients actuels et les risques liés aux transactions des banques d’investissements et aux prêts aux institutions,
En 2023, après le rachat de son concurrent le Credit Suisse, UBS prévoit de supprimer 35 000 emplois sur les 120 000 que compte le groupe dans le monde à la suite de ce rachat. Le député socialiste Roger Nordmann, membre de la commission d’enquête parlementaire chargée d’étudier les responsabilités dans la débâcle financière de Credit Suisse, se dit écœuré par le traitement réservé aux employés : « On licencie en masse ceux qui n’y peuvent rien, les employés du back-office. Dans le même temps, les responsables de la descente aux enfers peuvent continuer à se vautrer dans les bonus énormes qu’ils garderont en dépit du dommage avéré qu’ils ont causé. »

## Monnaie virtuelle
UBS a développé une monnaie virtuelle en collaboration avec Clearmatics, une société britannique. Le projet s’appelle Utility Settlement Coin (USC), et il utilise la technologie dite Blockchain. Cette monnaie devrait faciliter et réduire les coûts des transactions entre instituts financiers,.

## Affaires

### Comptes en déshérence

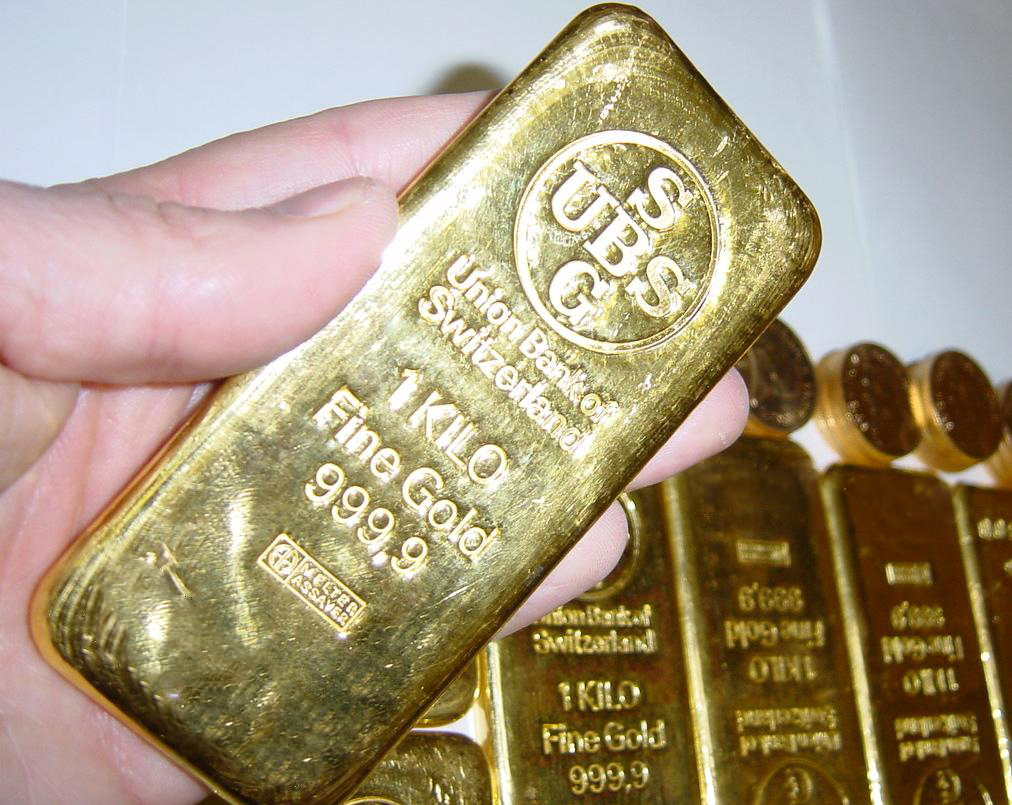
Lingots d’or frappés du logo d’UBS.

En 1962, l'UBS constate que de nombreux comptes n'ont pas évolué depuis la Seconde Guerre mondiale et que cet argent (dont les propriétaires sont décédés durant la guerre) stationne dans des comptes en déshérence à cause du règlement qui stipule qu'un membre de famille doit produire un certificat de décès pour avoir accès au compte bancaire.
En 1995, au 50e anniversaire de la fin de la guerre, plusieurs journaux israéliens exigent que l'argent qui appartenait à des Juifs et qui se trouve dans les comptes en déshérence soit restitué à leurs héritiers - une somme qu'ils estiment à près de 50 millions de francs suisses. Le banquier Robert Studer provoque la polémique en qualifiant de peanuts (négligeable) la part ayant appartenu aux Juifs. Les banques suisses annoncent que cet argent représente 38 millions de francs dans 775 comptes. Les associations juives qualifient ce chiffre d'inacceptable et le président Jean-Pascal Delamuraz parle d'un "chantage" du congrès juif mondial.
Une commission d'enquête, la commission Volcker est créée en vue de faire toute la lumière sur les comptes en déshérence. En 1999, le rapport de la commission annonce qu'il s'agit de 200 à 400 millions de francs dans 53 886 comptes répartis sur 59 banques appartenant à UBS ainsi qu'à d'autres sociétés.
En janvier 1997, le gardien de nuit Christoph Meili a vu deux poubelles comprenant beaucoup de livres et papiers préparés pour le destructeur de documents dans un bâtiment d'UBS à Zurich. Il y avait aussi 40 pages de documents concernant des immeubles et hypothèques de Berlin et Breslau des années 1933, 1934 et 1937. C'était le commerce de l'Eidgenossische Bank, une banque suisse qui avait effectué beaucoup de transactions en Allemagne en ce temps-là. Elle avait fait faillite après la guerre et UBS avait repris une partie de l'entreprise. Meili a décidé de prendre ces documents, à son avis historiquement intéressants, à domicile et de les publier dans les médias sans contacter la banque.
La révélation a fait beaucoup de bruit dans les tabloïds suisses, car quelques semaines avant seulement, une nouvelle loi fédérale avait été adoptée interdisant la destruction des documents reliés à l’holocauste. L'historien de la banque a dit par la suite qu'il a revu les documents trouvés par Meili et qu'ils n'avaient aucune relation avec l’holocauste et que l'on détruisait régulièrement beaucoup de documents anciens. Néanmoins, on a quand même porté plainte au pénal contre lui, et en même temps contre Meili à cause de la violation du secret bancaire. Le procureur a classé les deux plaintes sans suite en septembre 1997. L'historien a perdu son travail à UBS parce que la documentation du processus de destruction des papiers n'était pas suffisante. Meili a aussi perdu son travail chez l'agence de sécurité Wache AG pour cause d'abus de confiance.

### Début de krach boursier en Inde
Le lundi noir est un début de krach boursier survenu en Inde le 17 mai 2004. À la suite de cet événement, le Security and Exchange Board of India, organisme de régulation des marchés financiers en Inde interdit préventivement à UBS Securities Asia Ltd (filiale UBS en Asie) de prolonger et de renouveler des contrats pour des produits dérivés (P-notes) à des clients du pays. L'interdiction d'une durée d'un an est lancée exactement un an après le lundi noir. Le Security and Exchange Board of India suspecte que les transactions commerciales de UBS ont provoqué ce lundi noir.
Cette interdiction est levée 5 mois plus tard par la cour d'appel qui juge que la décision du Security and Exchange Board of India est injustifiée.

### Financement des partis politiques suisses
En octobre 2008, selon des sources anonymes du journal Sonntagsblick, les banques suisses, notamment l'UBS et le Crédit suisse financent les campagnes électorales des partis politiques libéraux à la hauteur de près de 2 millions de francs pour 3 partis. Serge Gumy, journaliste de La Tribune de Genève, estime que ce procédé «flirte dangereusement avec les limites de la corruption». Andreas Kern, porte-parole de l'UBS reconnaît que les banques financent les partis «depuis longtemps», mais se refuse à tout commentaire sur les montants versés. Selon Christophe Darbellay, président du Parti démocrate-chrétien, l'argent que reçoit le parti provient des deux banques ainsi que de «toutes sortes d'entreprises, PME et multinationales», et la somme totale reçue (1 million de francs) représente 40 % du budget annuel du parti.

### Crise des subprimes
En 2008, touchée par la crise des subprimes, l'UBS enregistre la plus grosse perte de son histoire: 20 milliards de francs suisses.
En vue d'assurer l'avenir économique de la Suisse, le Conseil fédéral lance un plan de sauvetage. La Banque nationale suisse, principalement propriété des Cantons, rachète 90 % des actifs toxiques détenus par l'UBS, pour un montant de 40 milliards de dollars américains. L'argent nécessaire est emprunté auprès de la Réserve fédérale des États-Unis (Fed), et les actifs sont alors contrôlés par une filiale de la Banque nationale suisse – une nouvelle filiale créée dans ce but. L'État achète en outre pour 6 milliards de francs d'obligations convertibles en actions, à un taux de 12 %, et devient ainsi un des principaux actionnaires de l'UBS. 7,2 milliards de francs seront remboursés par la banque, générant ainsi un bénéfice pour l'État de 1,2 milliard de francs.
Quelques jours après l'annonce du plan de sauvetage, l'UBS annonce qu'elle continuera de verser des bonus à son personnel – conformément à leurs contrats de travail, soit 2 milliards de francs répartis sur 77 000 employés – beaucoup moins que l'année précédente. Eveline Widmer-Schlumpf, ministre suppléante des Finances se dit scandalisée par cette déclaration.
À la fin de l'année 2008, grâce au renflouement de l'American International Group (AIG) par la Réserve fédérale des États-Unis, celui-ci peut rembourser près de 5 milliards de dollars à l'UBS

### Aide à l'évasion fiscale

#### Aux États-Unis

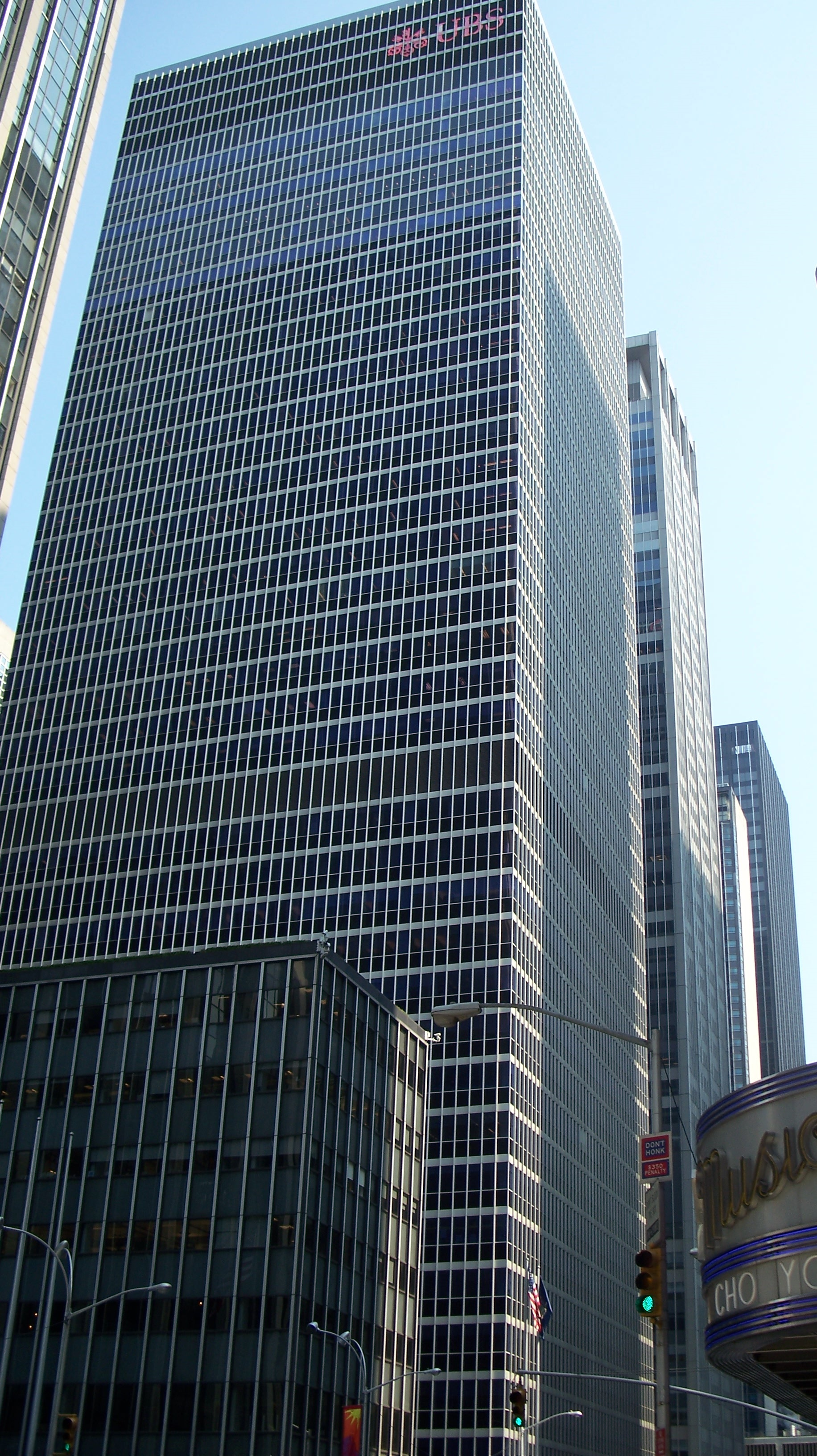
UBS à New York City, sur l'avenue des Amériques.

Entre 2001 et 2007 la justice des États-Unis enquête sur un business transfrontalier : des citoyens des États-Unis cachent une partie de leur fortune dans des banques à l'étranger de manière à échapper aux impôts (évasion fiscale). L'enquête détermine que l'UBS est impliquée dans ce business, et qu'une partie de l'argent s'évade dans des banques en Suisse – pays dont la législation rend possible cette pratique : selon la loi suisse, l'évasion fiscale est un délit mineur, et la loi n'autorise pas l'entraide judiciaire internationale pour ce type de délit.
L'Internal Revenue Service (IRS), le fisc américain, a menacé de rendre public une liste de 52 000 clients américains d'UBS soupçonnés d'avoir fraudé le fisc, et obtient l'aveu spontané de 7 500 d'entre eux. L'IRS fait pression sur Igor Olenicoff, un des 20 hommes les plus riches du pays, surnommé ironiquement «le milliardaire aux poches vides» par le magazine Forbes, et obtient le nom de Bradley Birkenfeld, ancien cadre et gérant de fortune de l'UBS, citoyen des États-Unis, et ayant exercé à Genève. Lors de son jugement, celui-ci plaide coupable, puis coopère activement avec la justice américaine, dans le but d'alléger sa peine.
Le 18 février 2009, un tribunal américain condamne l'UBS à une amende de 780 millions de dollars (plus grosse amende de l'histoire de cette agence) et menace de retirer sa licence aux États-Unis (l'interdisant ainsi d'exercer dans ce pays); la justice obtient alors - sous la pression - une liste de 300 titulaires de comptes. L'affaire tourne alors en litige administratif entre les deux pays, le droit du secret bancaire en Suisse interdisant à une banque de divulguer les noms de ses clients. Les autorités suisses ont conclu que le secret bancaire était destiné à « protéger la vie privée et non la fraude fiscale ». Sous la menace d'une procédure pénale, la Suisse accepte en août 2009 un accord de coopération avec l'IRS. Les États-Unis ont toutefois entamé par la suite une procédure civile afin d'obtenir l'identité des 52 000 titulaires de comptes numérotés en Suisse, et en janvier 2010 la Suisse a décidé de suspendre l'accord d'août 2009 qui devait permettre à l'IRS d'obtenir l'identité de 4 500 clients de banques suisses.
En juin 2016, la justice américaine a renoncé à une de ses requêtes contre UBS dans la mesure où UBS a fourni elle-même les documents qui étaient requis,. Maintenant, un nouveau livre de Bradley Birkenfeld, un ancien employé de UBS déjà responsable de nombres déclarations concernant les affaires de UBS aux États-Unis est publié en octobre 2016. De plus, plusieurs banques, dont l'UBS souhaitent lever l'anonymat des sociétés-écrans aux États-Unis. Celles-ci sont soupçonnées de faciliter l'évasion fiscale ainsi que le blanchiment d'argent.
Un ancien employé de UBS et Julius Bär, Jorge Luis Arzuaga, est reconnu coupable par les États-Unis, puis par le Ministère Public de la Confédération en 2017 de blanchiment d'argent lié au scandale de la FIFA,.

#### En Allemagne
UBS est accusée d'avoir facilité la fraude fiscale à des clients allemands, notamment en leur permettant de dissimuler leur argent au Liechtenstein ou à travers des sociétés-écrans à Singapour ou à Panama. Le gendarme financier allemand a lancé une enquête contre la Banque en avril 2010.

#### En France
Le 12 avril 2012, après les États-Unis et l'Allemagne, le parquet de Paris ouvre une information judiciaire contre UBS pour soupçon d'évasion fiscale.
En mai 2013, la filiale française d’UBS a été mise en examen pour complicité de démarchage illicite de riches Français à qui ses commerciaux auraient proposé d’ouvrir des comptes non déclarés en Suisse au début 2000. Elle est aussi placée sous statut de témoin assisté pour démarchage bancaire illicite et blanchiment de fraude fiscale. Le 6 juin 2013, UBS AG est aussi mise en examen pour «démarchage bancaire ou financier illicite». Cela conduit à une amende de 10 millions d’euros pour « laxisme » lors des contrôles de ses pratiques, le 25 juin 2013.
Le 23 juillet 2014, elle doit verser une caution de 1,1 milliard d’euros lors de sa mise en examen pour « blanchiment aggravé de fraude fiscale ». Elle fait recours contre la décision des juges d’instruction, qui sera confirmée par la Cour d'appel de Paris le 22 septembre puis par la Cour de cassation le 17 décembre 2014. La caution a été payée le 30 septembre 2014.
À la suite de la découverte de 38 000 comptes de clients français totalisant 12 milliards d'euros dissimulés en 2008, UBS va être renvoyé devant le tribunal correctionnel. Jean-Frédéric de Leusse, PDG d'UBS France, dénonce une attaque infondée contre UBS. Une ancienne manageuse de marketing chez UBS France, Stéphanie Gibaud a dû témoigner plusieurs fois après qu'UBS a lancé contre elle plusieurs procédures en justice liées à ses déclarations de lanceuse d’alerte contre la banque.
Le 24 juin 2016, l’ancien numéro 2 d’UBS France Patrick de Fayet, mis en examen avec d'autres responsables, adresse un courrier au juge et au parquet pour leur indiquer qu’il reconnaît sa culpabilité, s’agissant de l’infraction principale, à savoir le démarchage illicite. Le 8 juillet 2016, le parquet national financier requiert le renvoi devant le tribunal correctionnel d’UBS AG et UBS France, en qualité de personnes morales, ainsi que d’une demi-douzaine d’anciens dirigeants de la banque, dont Raoul Weil (en), ex-numéro 3 de la banque en suisse,,,,.
En septembre 2017, UBS France est renvoyée devant le tribunal correctionnel pour le harcèlement de deux cadres qui avaient révélé le système de fraude fiscale mis en place par la banque. UBS doit être jugée du 8 octobre au 15 novembre 2018 à Paris pour la mise en place de ce vaste système de fraude fiscale.
Le 8 novembre 2018, le Parquet national financier réclame au tribunal 3,7 milliards d'euros à UBS AG pour démarchage bancaire illicite et blanchiment de fraude fiscale, soit la plus forte amende jamais demandée en France. Quatre jours avant le réquisitoire du ministère public, le directeur juridique d’UBS, Markus Diethelmans, dans un entretien au journal Les Échos, s’est montré menaçant quant à l’avenir de la place financière de Paris, lié au Brexit. Le procureur Eric Russo accuse Markus Diethelmans d'avoir tenté par cette déclaration, « d’exercer une sorte de pression » sur le tribunal. Des peines de prison ont été requises contre 6 haut responsables de la banque en France et en Suisse. UBS continue de contester « toute responsabilité pénale ». Le 20 février 2019, en première instance, UBS AG est condamné par le tribunal correctionnel de Paris à verser 3,7 milliards d'euros ainsi que 800 millions d'euros de dommages et intérêts à l'État français. Le 13 décembre 2021, la cour d'appel de Paris réduit la somme globale que doit verser UBS en ramenant celle-ci de 4,5 milliards d'euros à 1,8 milliard d'euros : 1 milliard d'euros de confiscation prélevés sur la caution déjà versée d'1,1 milliard d'euros, 800 millions d'euros de dommages et intérêts qui devront être versés à l’État français et 3,75 millions d'euros d’amende.

#### En Belgique
En juin 2014, le chef exécutif de UBS Belgique, Marcel Brühwiller, a été arrêté pour cause de suspicion de fraude. Les bureaux de UBS Belgique et la résidence de Mr Brühwiler ont aussi été fouillés. UBS Belgique aurait prétendument recruté de riches belges et leur aurait proposé de placer leur argent sur des comptes secrets suisses, leur permettant ainsi d’éviter les impôts.

#### En Grande-Bretagne
En 2014, la banque a dû supporter des pertes de 400 millions d'euros liées aux spéculations à haut risque dans le scandale KWL avec l’entreprise Municipal Waterworks Leipzig. Cela a été décidé par la Grande Cour de Justice de Londres. Le tribunal a constaté que l'un des dirigeants de KWL avait été soudoyé par des conseillers financiers, tandis que le second directeur général avait aidé à cacher cela.

### Déforestation en Malaisie et blanchiment d’argent
Le « Bruno Manser Fonds » (BMF) a déposé une plainte contre UBS en 2012. UBS est soupçonné, avec d’autres banques, d’avoir accepté et blanchi plus de 90 millions de dollars d’origine douteuse en 2006 et 2007. Le Ministère public de la Confédération a entamé une procédure pénale contre UBS et contre inconnu pour blanchiment présumé de fonds le 29 août 2012. L'ancien dirigeant malais de l'Etat de Sabah, Musa Aman (en), serait impliqué en relation avec le commerce de bois tropical. Ce dernier a été arrêté le 5 novembre 2018 par le nouveau pouvoir politique malais luttant contre la corruption. Il a été déféré devant la justice pour avoir touché illégalement 63,3 millions de dollars dont 45,6 millions blanchis par la banque UBS. Cet argent provient d’entrepreneurs forestiers malaisiens corrompus ayant acheté des concessions de la forêt tropicale humide dans l’Etat de Sabah. Avec cette arrestation, l’ONG suisse demande au Ministère public suisse de déposer plainte contre UBS.

### Affaire du «crédit lombard»
Des clients ont porté plainte contre UBS pour leur avoir fait perdre beaucoup d'argent avec la technique spéculative du « crédit lombard », qui consiste à nantir des titres (actions ou autres) pour ensuite investir l'argent issu des prêts dans des produits financiers risqués. La Banque n'aurait pas ou mal averti les investisseurs des risques, notamment des conséquences en cas de chute de la valeur des titres hypothéqués, ce qui a débouché sur de grandes pertes lors de la crise de 2008.

### Implication dans le scandale Madoff et rôle de Luxalpha
La banque UBS a placé l'argent d'investisseurs dans les pyramides financières de Bernard Madoff via le fond Luxalpha, une société d'investissement à capital variable du Luxembourg. Or, il a été découvert qu'UBS était promoteur, administrateur et dépositaire de Luxalpha. La législation européenne oblige le dépositaire à rembourser les sommes qui lui sont confiées en cas de disparition des actifs, mais UBS a refusé, prétendant que « le fonds a été créé à la demande d'investisseurs avertis souhaitant, en toute connaissance de cause, investir avec Madoff». Selon certaines sources, « UBS aurait par ailleurs tenté, dans les dernières semaines précédant l'éclatement du scandale Madoff, de se soustraire à ses responsabilités à l'égard de Luxalpha ». Le nom de Madoff était par ailleurs explicitement cité dans les documents internes de Luxalpha.
En mars 2010, 80 ex-investisseurs d'UBS ont porté plainte contre la banque pour tromperie.

### Procédure juridique contre les anciens dirigeants
Le 14 avril 2010, l'assemblée générale des actionnaires a refusé d'accorder la décharge aux dirigeants d'UBS de 2007 (52,75 % de non à la décharge, 45,9 % de oui et 1,35 % d’abstentions). Le 14 octobre 2010, à la veille du délai de prescription, le conseil d'administration a annoncé avoir renoncé à poursuivre les anciens dirigeants de la banque.

### Fraude d'un trader en 2011
Le 15 septembre 2011, UBS annonce que les positions risquées de son trader londonien Kweku Adoboli, travaillant pour son compte ont entraîné la perte de US$ 2 milliards.
Cette somme a par la suite été revue à la hausse, à 2,3 milliards $US.
Le trader s'est défendu en affirmant avoir informé sa hiérarchie de ses transactions.
Cette perte de trading a provoqué de sérieux remous, dont la démission du directeur général Oswald Grübel le 24 septembre. Par ailleurs, l'agence de notation Moody's a évoqué la possibilité de dégrader la note d'UBS en raison des « faiblesses du groupe en matière de gestion des risques ».
Ironiquement, cette affaire est intervenue au moment où la banque faisait une grande campagne de publicité louant la confiance.
La note d'UBS a été abaissée par l'agence de notation Standard and Poor's en novembre 2011.
Kweku Adoboli est reconnu coupable de fraude et condamné à 7 ans de prison par un tribunal londonien le 20 novembre 2012.

### Scandale du Libor
Le 19 décembre 2012, UBS a accepté de payer 1,5 milliard de dollars, dont 700 millions de $ à la Commodity Futures Trading Commission (CFTC), pour clore les poursuites des régulateurs au sujet de la manipulation du Libor. UBS a été accusée d'avoir manipulé les taux du Libor et des taux similaires pendant plus de 6 ans. Le taux du Libor est utilisé pour fixer les taux de plus de 300 000 milliards de dollars de crédits, et la manipulation des taux par UBS et d'autres banques aurait, par exemple, couté plus de 3 milliards de dollars rien qu'à Fanny Mae et Freddy Mac. Plus de 45 employés d'UBS auraient été au courant de cette manipulation ou y auraient participé, et deux traders d'UBS ont été poursuivis pour conspiration.
En novembre 2014, après une enquête de la Financial Conduct Authority (Royaume-Uni), de la Finma (Suisse), de la Commodity Futures Trading Commission (États-Unis) et de l'Office of the Comptroller of the Currency (États-Unis), Bank of America, Citigroup, HSBC, JP Morgan Chase, Royal Bank of Scotland et UBS ont payé une amende de 4,2 milliards de dollars dans le cadre d'ententes pour avoir manipulé le cours du Libor, un indice de taux de change.

### Scandale de la manipulation du marché des changes ouForex(1991–2015)
UBS est l’une des banques importantes poursuivies pour avoir manipulé les taux de change entre monnaies étrangères dans le monde.
Le 20 mai 2015, les autorités américaines ont contraint UBS à payer 545 millions de dollars d'amende pour conclure une procédure concernant la manipulation des taux d’échanges monétaires. UBS avait été l’une des premières parmi d’autres banques à reconnaître ses agissements, et a ainsi évité d’être mise en examen par le ministère de la justice américain.
Une autre amende de 203 millions de dollars, liée aux activités d'UBS sur le marché des changes, lui a été infligée pour avoir contrevenu à un précédent accord passé avec les États-Unis concernant le scandale du Libor. Cet accord exigeait le respect des lois américaines par la banque, et demandait à UBS de ne commettre aucun nouveau délit pendant deux ans. L’accord avait été conclu en 2012, et les investigations concernant le Forex ayant commencé moins d’une année plus tard, les révélations concernant UBS ont rendu cet accord caduc. En plus de l’amende de 203 millions de dollars, UBS a dû plaider coupable pour les accusations de fraude électronique dans le scandale du Libor, comme partie de l’accord avec le ministère de la justice américain. À partir de mai 2015, UBS a été soumise à une période de mise à l’épreuve de trois ans par le ministère de la justice.

### Scandale des fonds de Porto Rico
UBS a vendu une grande quantité des fonds de Porto Rico qui étaient en grande partie concentrés sur la dette du gouvernement de l’île de Porto Rico. Les fonds ont perdu jusqu’à 75 % de leurs valeurs à partir de 2008. Les pertes ont commencé en 2013, en lien avec une faiblesse générale sur les marchés des prêts publics et avec l’augmentation de la dette portoricaine. UBS doit depuis faire face à de nombreuses plaintes de ses investisseurs auprès de l'autorité de surveillance financière portoricaine, qui réclament plus de 900 millions de dollars en dommages,. UBS avait déjà eu des problèmes avec les fonds portoricains en 2012. Le 11 septembre 2015, UBS AG a gagné devant un tribunal arbitral face à un investisseur, après une longue série de procédures remportées par d’autres investisseurs.

### Panama papers
UBS est citée parmi les banques impliquées dans le scandale des Panama Papers révélé en 2016, notamment dans la création de sociétés fictives offshore,,. Les sociétés-écrans enregistrées aux Bahamas pourraient aussi jouer un rôle important dans l'évasion fiscale.

### Fonds yéménites
Un arrêt du Tribunal fédéral suisse mis en lumière par le site d'investigation Gotham City, révèle que la FINMA a ouvert en 2017 une procédure à l'encontre de la banque pour avoir omis de dénoncer des transferts de fonds à hauteur de 65 millions de dollars au Bureau de communication en matière de blanchiment d'argent (MROS). Ces transferts de fonds, en faveur d'une membre de la famille de l'ex-président Ali Abdullah Saleh, datent de 2011, au moment où le Yémen était en proie à une révolution.
La banque a été condamnée par le Département fédéral des finances suisse, en avril 2024, à une amende de 50'000 francs dans le cadre de cette affaire. UBS avait ignoré plus de 5'000 alertes de son système interne d'alerte anti-blanchiment avant de se décider à se débarrasser de l'ancien dictateur du Yémen comme client,.
Le Ministère public de la Confédération a également ouvert une enquête pour blanchiment aggravé en juillet 2017, contre inconnus, en lien avec des hommes de pouvoir au Yémen.

## Parrainage et œuvres de charité
L'UBS a lancé l'UBS Future of Finance Challenge pour promouvoir les innovations dans le domaine de la finance. Le vainqueur 2015 est l'entreprise Aesthetic integration.
L'UBS a été reconnue pour ses efforts pour lutter contre la crise d'Ebola.
La banque prévoit d'obtenir 75 % de son énergie par les renouvelables d'ici à 2020.
Depuis 2014, le programme Venture for America offre des encouragements à de jeunes diplômé(e)s pour lancer leur carrière de chef d’entreprise et aider à revitaliser les villes américaines. Après une formation de cinq semaines, les diplômé(e)s passent deux ans dans une start-up pour pouvoir ensuite créer leur propre entreprise. Les vainqueurs de 2015 ont été annoncés le 19 septembre 2016.

### Sport
Dès 2010, UBS est l'un des principaux sponsors de la Formule 1. En 2014, l'engagement a été réduit de 50 millions à 30 millions de francs suisses par année. L'UBS soutient beaucoup d'autres évènements et organisations de sport, particulièrement des tournois de golf, ski de fond et hockey sur glace. UBS était le sponsor d'Alinghi, qui a gagné la Coupe de l'America en 2003 et en 2007.
Événements et institutions majeurs
- Formule 1
- Alinghi
- Weltklasse Zurich
- Athletissima
- Coupe Spengler Presenting Partner
- Musée Olympique
- Swiss Olympic Leading Partners

Golf et autres
- The Players Championship
- Arnold Palmer Invitational
- Open de Hong Kong
- UBS Japan Golf Tour Championship
- Faldo Series Asia
- UBS 7-Hills Racing Team (Cincinnati, Ohio Bicycle Team)
- Hong Kong's Rugby Spirit au sein de la Hong Kong Rugby Football Union[242]

Courses populaires
- Course de l'Escalade
- Greifenseelauf
- Course Morat-Fribourg
- Course Sierre-Zinal
- Corrida Bulloise
- UBS Kids Cup[243]

### Culture

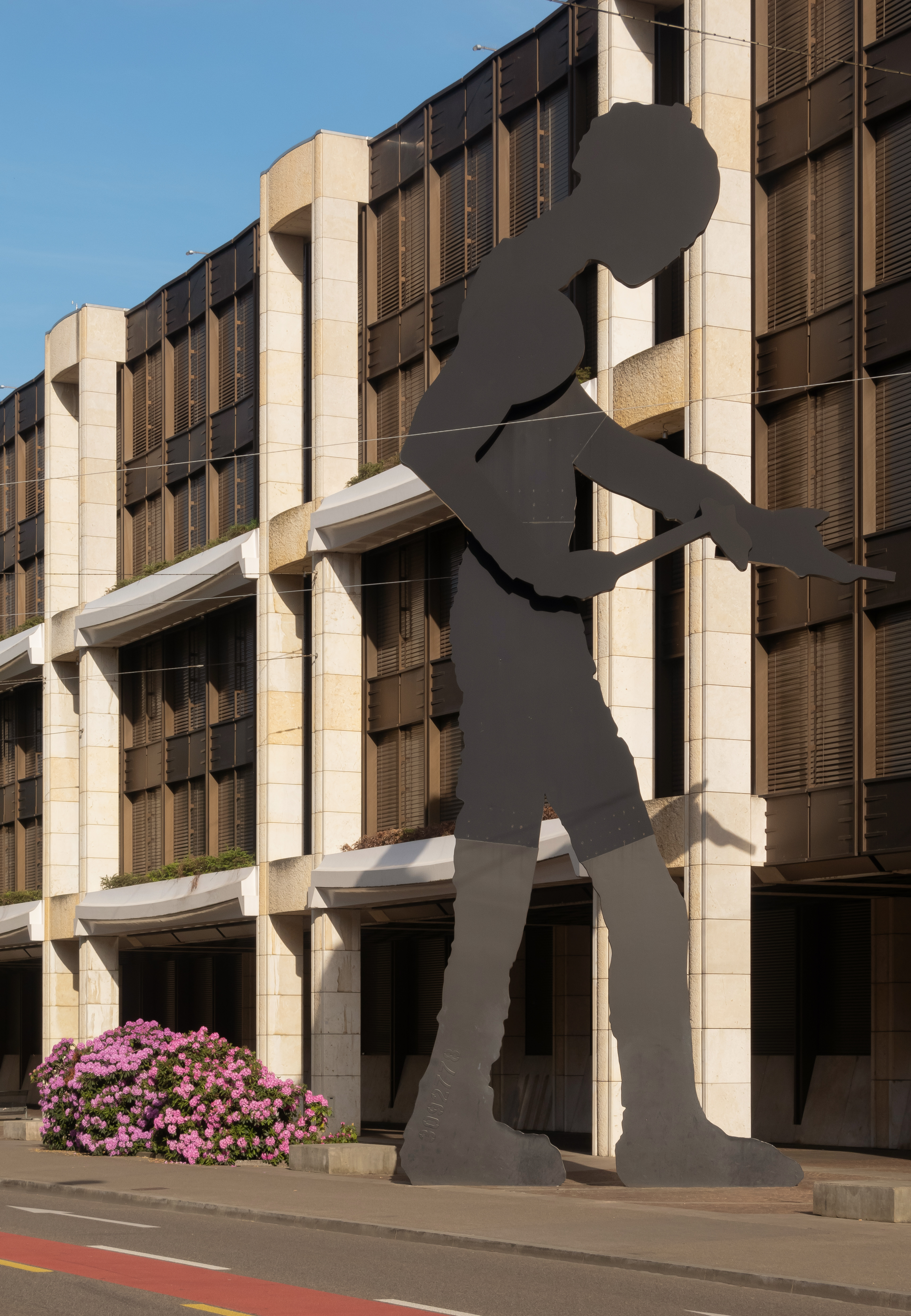
Bâle, sculpture dynamique devant la banque UBS

UBS intervient dans le sponsoring de culture, en particulier dans l'art contemporain et la musique classique, ainsi que dans certains festivals et autres événements et organisations.
Institutions
- Orchestre symphonique de Londres
- Orchestre symphonique de Boston
- Opernhaus Zurich
- Sydney Theatre Company
- Orchestre symphonique de l'Utah
- Zurich Ballet[244]
- Basel Sinfonietta[245]
- Luzerner Sinfonieorchester[246]

Festivals
- Festival de Jazz de Montreux
- Festival international du film de Locarno
- Festival de Lucerne
- Festival Casals de Porto Rico
- Verbier Festival
- Cinémas en plein air
- Ravina Festival[247]
- Singapore Sun Festival
- Bregenzer Festspiele à Bregenz[248]
- Thunerseespiele[249]
- Beijing Music Festival[250]
- Rheingau Musik Festival[251]
- Lugano Festival[252]

Expositions
- Fondation Beyeler
- Art Basel
- Art Basel Miami Beach
- Art Basel Hong Kong
- Internationale Stiftung Mozarteum
- Art Gallery New South Wales
- Cy Twombly exhibition
- Musée d'art moderne Louisiana
- Nouveau musée national de Monaco
- Fondation Gianadda
- Guggenheim UBS MAP[253]
- Swiss Institute Contemporary Art New York
- Exposition « Women : New Portraits » de Annie Leibovitz commissionnée par UBS[254]

## Publications phares
- La Suisse en chiffres (paraît une fois par an)
- Prix et salaires (paraît tous les trois ans)
- UBS Investor's Guide (paraît deux fois par mois)
- UBS Outlook, panorama de l'économie suisse et mondiale (paraît quatre fois par an)
- UBS Research Focus (paraît suivant l'actualité du moment)
- UBS Wealth Management (paraît quatre fois par an)

## Documentaires
- UBS : Le cauchemar américain. Une banque dans la tourmente des « SUBPRIME ». Documentaire, Suisse, 2008, 52 min, Réalisation Jean-Daniel Bohnenblust et Steven Artels, Production TSR – Télévision Suisse Romande Lien vers la vidéo
- Der Fall. Wie die UBS in den Strudel der Finanzkrise geriet. Documentaire, Suisse, 2008, 50 min, Réalisation : Hansjürg Zumstein, Production : SF, Lien vers la vidéo
- Generation Startup. Un nouveau film documentaire retrace les débuts de deux compagnies primées en 2014, la première année de l’UBS Venture Catalyst Award, Banza (une compagnie de pâte en pois chiche) et Castle (un système de gestion de propriété). « Generation Startup » a eu sa première le 23 septembre 2016 au IFC Center à New York City. « Generation Startup », 19 septembre 2016 (consulté le 13 décembre 2016)